# Premier League
A Premier League é uma liga profissional de futebol da Inglaterra e representa o mais alto nível do sistema de ligas do futebol inglês. Disputada por 20 clubes, ela opera em um sistema de promoção e rebaixamento com a English Football League (EFL). As temporadas normalmente vão de agosto a maio, com cada equipe jogando 38 partidas: duas contra cada adversário, uma em casa e outra fora de casa. A maioria dos jogos ocorre nas tardes de fim de semana, com algumas partidas em noites durante a semana.
A competição foi fundada como FA Premier League em 20 de fevereiro de 1992, após a decisão dos clubes da Primeira Divisão (a principal categoria desde 1888) de se desligarem da English Football League. Os times continuam sendo promovidos e rebaixados da EFL Championship a cada temporada. A Premier League é uma corporação gerida por um diretor executivo, com os clubes participantes atuando como acionistas. A liga se beneficia de um acordo de direitos de transmissão doméstica no valor de £5 bilhões, com a Sky transmitindo 128 jogos e o BT Group, 32. Esse valor subirá para £6,7 bilhões no período de 2025 a 2029. No ciclo de 2022–2025, a Premier League arrecadou um recorde de £5,6 bilhões em direitos internacionais. A partir da temporada de 2023–24, os clubes da Premier League receberam pagamentos centrais totalizando £2,8 bilhões, com pagamentos adicionais de solidariedade feitos aos clubes rebaixados da EFL.
A Premier League é a liga esportiva mais assistida do mundo, transmitida em 212 territórios para 643 milhões de residências, com um público potencial de televisão de 4,7 bilhões de pessoas. A partir da temporada de 2024-25, a Premier League tem a maior média de público por partida entre todas as ligas de futebol do mundo, com 40.430 torcedores por jogo, além da maior audiência total. A maioria dos estádios opera próxima à sua capacidade máxima. A Premier League está atualmente classificada em primeiro lugar no ranking de coeficientes da UEFA, com base nas atuações em competições europeias nas últimas cinco temporadas, à frente da Serie A da Itália. A primeira divisão inglesa produziu o segundo maior número de títulos da Copa dos Campeões / Liga dos Campeões da UEFA, com um recorde de seis clubes ingleses conquistando um total de quinze títulos europeus.
51 clubes já competiram na Premier League desde sua criação em 1992: 49 da Inglaterra e dois do País de Gales. Sete conquistaram o título: Manchester United (13), Manchester City (8), Chelsea (5), Arsenal (3), Liverpool (2), Blackburn Rovers (1) e Leicester City (1). Apenas seis clubes participaram de todas as temporadas até hoje: Arsenal, Chelsea, Everton, Liverpool, Manchester United e Tottenham Hotspur.

## História

### Origem
Apesar do grande sucesso europeu nas décadas de 1970 e início de 1980, o período do meio até o final dos anos 1980 marcou um ponto baixo para o futebol inglês. Os estádios estavam envelhecidos e com instalações precárias, o hooliganismo era desenfreado e os clubes ingleses enfrentaram uma suspensão de cinco anos de competições europeias após os acontecimentos do Tragédia de Heysel em 1985. A Football League First Division, o principal nível do futebol inglês desde 1888, estava atrás de ligas como a Série A da Itália e a La Liga da Espanha em termos de público e receitas, e vários dos principais jogadores ingleses haviam se transferido para o exterior.
Por volta de 1990, essa tendência de declínio começou a se reverter. Na Copa do Mundo de 1990, a Inglaterra chegou às semifinais; a UEFA, órgão dirigente do futebol europeu, suspendeu a proibição de cinco anos para clubes ingleses em competições europeias em 1990, o que resultou na conquista do Manchester United da Taça dos Clubes Vencedores de Taças de 1990–91. O Relatório Taylor sobre os padrões de segurança dos estádios, que propôs reformas caras para transformar todos os estádios em arenas com assentos individuais, foi publicado em janeiro de 1990, após o desastre de Hillsborough (entre torcedores do Liverpool e do Nottingham Forest no estádio Hillsborough, em Sheffield, em 15 de abril de 1989).
Durante os anos 1980, os principais clubes ingleses começaram a se transformar em empreendimentos comerciais, aplicando princípios de gestão empresarial para maximizar receitas. Martin Edwards (Manchester United), Irving Scholar (Tottenham Hotspur) e David Dein (Arsenal) foram figuras-chave nessa mudança. Antes de 1986, os clubes recebiam apenas cerca de £25.000 por ano em direitos televisivos; esse valor subiu para £600.000 em 1988. A Football League garantiu £6,3 milhões por um contrato de dois anos em 1986, aumentando para £44 milhões ao longo de quatro anos em 1988 com a ITV, com os clubes de elite recebendo 75% da receita. O desejo por maiores receitas e influência levou os clubes da Primeira Divisão a ameaçarem se separar da Football League. Como resultado, conseguiram maior poder de voto e 50% de toda a receita de televisão e patrocínio em 1986. Eles também começaram a exigir taxas mais altas dos canais de televisão.
Em 1988, negociações ocorreram sob a ameaça de dez clubes formarem uma "superliga". Eles foram persuadidos a permanecer, mas os clubes de ponta asseguraram a maior parte do acordo. As conversas também revelaram que os clubes maiores precisariam do apoio de toda a Primeira Divisão para garantir força suficiente para uma futura separação. No início dos anos 1990, essa possibilidade voltou a ser considerada, especialmente devido aos custos financeiros das reformas de estádios recomendadas pelo Relatório Taylor.
Em 1990, o diretor-gerente da London Weekend Television (LWT), Greg Dyke, se reuniu com representantes dos "cinco grandes" clubes da Inglaterra (Manchester United, Liverpool, Tottenham Hotspur, Everton e Arsenal) durante um jantar. A reunião visava abrir caminho para a separação da Football League. Dyke acreditava que seria mais lucrativo para a LWT se apenas os maiores clubes do país aparecessem na televisão nacional e queria saber se os clubes estariam interessados em uma fatia maior dos direitos televisivos. Os cinco clubes concordaram com a ideia e decidiram seguir em frente com ela. No entanto, a liga não teria credibilidade sem o apoio da Football Association (FA), então David Dein, do Arsenal, iniciou conversas para verificar se a FA seria receptiva à ideia. A FA não tinha um bom relacionamento com a Football League na época e viu na proposta uma forma de enfraquecer a posição da liga. Em junho de 1991, a FA publicou um relatório intitulado Blueprint for the Future of Football (Plano para o Futuro do Futebol), que apoiava a criação da Premier League, com a FA atuando como autoridade máxima da nova liga separatista.

### Fundação e domínio do Manchester United (década de 1990)
No encerramento da temporada de 1990–91, foi apresentada uma proposta para a criação de uma nova liga que traria mais dinheiro para o futebol como um todo. O Founder Members Agreement (Acordo dos Membros Fundadores), assinado em 17 de julho de 1991 pelos principais clubes da elite do futebol inglês, estabeleceu os princípios básicos para a criação da FA Premier League.
A nova divisão principal teria independência comercial da Football Association e da Football League, dando à FA Premier League a licença para negociar seus próprios contratos de transmissão e patrocínio. O argumento apresentado era de que a renda adicional permitiria aos clubes ingleses competir em igualdade com equipes de toda a Europa. Essa reestruturação marcou o fim do sistema de divisões da Football League com 104 anos de existência, que até então operava com quatro divisões; a Premier League passaria a funcionar como uma divisão única, enquanto a Football League continuaria com três.
Embora Greg Dyke tenha desempenhado um papel significativo na criação da Premier League, ele e a ITV (da qual a LWT fazia parte) perderam a disputa pelos direitos de transmissão: a BSkyB venceu com uma proposta de £304 milhões por cinco anos, enquanto a BBC ficou com o pacote de destaques transmitido no programa Match of the Day.
Luton Town, Notts County e West Ham United foram os três times rebaixados da antiga First Division no final da temporada de 1991–92, e não participaram da temporada inaugural da Premier League. Eles foram substituídos por Ipswich Town, Middlesbrough e Blackburn Rovers, promovidos da antiga Second Division. Em 27 de maio de 1992, os 22 clubes da First Division se desligaram em massa da Football League, e a FA Premier League foi formada como uma empresa limitada, com sede provisória no escritório da Football Association em Lancaster Gate.

A liga realizou sua primeira temporada em 1992–93. Os 22 membros inaugurais da nova Premier League foram:
- Arsenal
- Aston Villa
- Blackburn Rovers
- Chelsea
- Coventry City
- Crystal Palace
- Everton
- Ipswich Town
- Leeds United
- Liverpool
- Manchester City
- Manchester United
- Middlesbrough
- Norwich City
- Nottingham Forest
- Oldham Athletic
- Queens Park Rangers
- Sheffield United
- Sheffield Wednesday
- Southampton
- Tottenham Hotspur
- Wimbledon

O primeiro gol da Premier League foi marcado por Brian Deane, do Sheffield United, em uma vitória por 2 a 1 contra o Manchester United. O Manchester United venceu a edição inaugural da nova liga, encerrando uma espera de 26 anos para voltar a ser campeão inglês. Impulsionado por esse marco, o United se tornou imediatamente a equipe dominante da competição, conquistando sete dos nove primeiros títulos, dois “dobletes” (campeonato e Copa da Inglaterra na mesma temporada) e uma tríplice coroa europeia. Inicialmente, o time era formado por veteranos experientes como Bryan Robson, Steve Bruce, Paul Ince, Mark Hughes e Eric Cantona, antes de Cantona, Bruce e Roy Keane liderarem uma equipe jovem e dinâmica formada pela "Classe de 92" — um grupo de jogadores promissores vindos da academia do Manchester United, incluindo David Beckham.
Entre 1993 e 1997, Blackburn Rovers e Newcastle United chegaram perto de desafiar a hegemonia inicial do Manchester United. O Blackburn, com Alan Shearer como principal artilheiro, conquistou a Premier League de 1994–95, enquanto o Newcastle liderou a corrida pelo título durante grande parte da temporada de 1995–96, contratando o próprio Shearer no verão de 1996.
Ao final da temporada de 1994–95, quatro clubes foram rebaixados, em vez de três, e apenas dois foram promovidos da Football League First Division. Esse ajuste permitiu que a Premier League reduzisse seu tamanho de 22 para 20 clubes no início da temporada de 1995–96, diminuindo o número de partidas por equipe de 42 para 38.
No final da década, o Arsenal desafiou o domínio do Manchester United ao conquistar o Campeonato Inglês e a Copa da Inglaterra em 1997–98. A partir daí, United e Arsenal passariam a dominar a liga entre 1997 e 2003.

### Ascensão dos "Big Four" (Anos 2000)
| Temporada | ARS | CHE | LIV | MUN |
| --- | --- | --- | --- | --- |
| 1999–2000 | 2   | 5   | 4   | 1   |
| 2000–01 | 2   | 6   | 3   | 1   |
| 2001–02 | 1   | 6   | 2   | 3   |
| 2002–03 | 2   | 4   | 5   | 1   |
| 2003–04 | 1   | 2   | 4   | 3   |
| 2004–05 | 2   | 1   | 5   | 3   |
| 2005–06 | 4   | 1   | 3   | 2   |
| 2006–07 | 4   | 2   | 3   | 1   |
| 2007–08 | 3   | 2   | 4   | 1   |
| 2008–09 | 4   | 3   | 2   | 1   |
| Top four | 10  | 7   | 8   | 10  |
| Campeão Fase de Grupos da Liga dos Campeões Classificação para os playoffs da Liga dos Campeões Classificação para a primeira rodada da Liga dos Campeões Copa da UEFA / Liga Europa |     |     |     |     |

Na década de 2000, Arsenal, Chelsea, Liverpool e Manchester United dominaram a Premier League, formando o grupo conhecido como os "Quatro Grandes" ("Big Four"). O Manchester United conquistou cinco títulos da liga (1999–2000, 2000–01, 2002–03, 2006–07, 2007–08), o Arsenal venceu duas vezes (2001–02, 2003–04), enquanto o Chelsea, sob comando de José Mourinho, ascendeu com três conquistas (2004–05, 2005–06, 2009–10). A temporada invicta do Arsenal em 2003–04 lhes rendeu o apelido de “Os Invencíveis” ("The Invincibles"), sendo o único time a alcançar esse feito na era da Premier League.
Apenas três outros clubes terminaram entre os quatro primeiros durante essa década: Newcastle United (2001–02, 2002–03), Everton (2004–05) e Tottenham Hotspur (2009–10). No entanto, os Quatro Grandes dominaram as posições de topo de forma consistente, com três deles terminando no top 4 em todas as temporadas de 1999–2000 a 2009–10.
Os clubes da Premier League também foram altamente competitivos na Europa. Entre 2005 e 2012, times ingleses chegaram a sete de oito finais da Liga dos Campeões, com Liverpool (2005), Manchester United (2008) e Chelsea (2012) conquistando o título. Arsenal (2006), Liverpool (2007), Chelsea (2008) e Manchester United (2009, 2011) foram vice-campeões. O Leeds United foi o único clube fora dos Quatro Grandes a alcançar a semifinal nesse período, feito ocorrido em 2000–01. Três clubes ingleses chegaram às semifinais em 2006–07, 2007–08 e 2008–09 — algo que apenas duas outras ligas conseguiram igualar.
Na Copa da UEFA/Liga Europa, quatro clubes da Premier League chegaram à final entre 2000 e 2010, mas apenas o Liverpool ergueu o troféu em 2001. Arsenal (2000), Middlesbrough (2006) e Fulham (2010) foram derrotados na decisão.
A década foi marcada por recordes de pontuação, como os 95 pontos do Chelsea em 2004–05 e as três conquistas seguidas do Manchester United entre 2006–07 e 2008–09. A chegada de bilionários, como Roman Abramovich (Chelsea) e Sheikh Mansour (Manchester City, em 2008), começou a transformar o panorama financeiro da liga, preparando o terreno para uma competição mais acirrada nos anos 2010.

### Ascensão dos "Big Six" (Anos 2010)
| Temporada                                                                           | ARS | CHE | LIV | MCI | MUN | TOT |
| ----------------------------------------------------------------------------------- | --- | --- | --- | --- | --- | --- |
| 2009–10                                                                             | 3   | 1   | 7   | 5   | 2   | 4   |
| 2010–11                                                                             | 4   | 2   | 6   | 3   | 1   | 5   |
| 2011–12                                                                             | 3   | 6   | 8   | 1   | 2   | 4   |
| 2012–13                                                                             | 4   | 3   | 7   | 2   | 1   | 5   |
| 2013–14                                                                             | 4   | 3   | 2   | 1   | 7   | 6   |
| 2014–15                                                                             | 3   | 1   | 6   | 2   | 4   | 5   |
| 2015–16                                                                             | 2   | 10  | 8   | 4   | 5   | 3   |
| 2016–17                                                                             | 5   | 1   | 4   | 3   | 6   | 2   |
| 2017–18                                                                             | 6   | 5   | 4   | 1   | 2   | 3   |
| 2018–19                                                                             | 5   | 3   | 2   | 1   | 6   | 4   |
| Top four                                                                            | 7   | 7   | 4   | 9   | 6   | 6   |
| Top six                                                                             | 10  | 9   | 6   | 10  | 9   | 10  |
| Campeão Fase de grupos da Champions League Playoffs da Champions League Liga Europa |     |     |     |     |     |     |

Após 2009, Tottenham Hotspur e Manchester City passaram a figurar regularmente entre os quatro primeiros colocados, formando o grupo dos "Seis Grandes" ("Big Six"). Em 2009–10, o Tottenham terminou em quarto lugar, sendo o primeiro clube fora dos Quatro Grandes a fazê-lo desde o Everton em 2004–05.
Apesar da crescente competitividade, persistem críticas quanto à disparidade financeira entre os clubes de elite e o restante da liga. O título do Manchester City em 2011–12 foi o primeiro conquistado por um clube fora dos Quatro Grandes desde o Blackburn Rovers em 1994–95. Nessa mesma temporada, Chelsea e Liverpool ficaram fora do top 4 pela primeira vez desde 1994–95.
Com apenas quatro vagas para a Liga dos Campeões, a disputa entre os Seis Grandes tornou-se intensa. Nas cinco temporadas seguintes a 2011–12, Manchester United e Liverpool ficaram fora do G4 em três ocasiões, e o Chelsea terminou em 10º lugar em 2015–16. Já o Arsenal, ao terminar em quinto lugar em 2016–17, encerrou uma sequência de 20 anos consecutivos no top 4.
Na temporada de 2015–16, o Leicester City desafiou todas as probabilidades (avaliadas em 5000/1) ao conquistar o título da Premier League, tornando-se o primeiro campeão fora do grupo dos Seis Grandes desde o Blackburn em 1994–95.
Financeiramente, os Seis Grandes passaram a exercer influência desproporcional, defendendo uma maior fatia da receita devido ao seu alcance global e estilo de jogo. Os críticos, por outro lado, argumentam que o modelo de receita igualitária da liga garante a competitividade a longo prazo. O relatório Deloitte Football Money League 2016–17 expôs a disparidade de receitas: todos os Seis Grandes arrecadaram mais de €350 milhões, com o Manchester United liderando com €676,3 milhões. O Leicester City foi o mais próximo fora do grupo, com €271,1 milhões — impulsionado por sua participação na Liga dos Campeões. O West Ham, oitavo em receita (€213,3 milhões), arrecadou menos da metade do quinto colocado, o Liverpool (€424,2 milhões).
Os contratos de transmissão televisiva representaram grande parte das receitas dos clubes, com os maiores arrecadando entre £150 milhões e quase £200 milhões na temporada de 2016–17. Em 2019, todos os Seis Grandes figuravam entre os dez clubes mais ricos do mundo.
| Clube             | Top 6 |
| ----------------- | ----- |
| Manchester City   | 10    |
| Tottenham Hotspur | 10    |
| Arsenal           | 10    |
| Chelsea           | 9     |
| Manchester United | 9     |
| Liverpool         | 6     |
| Everton           | 2     |
| Leicester City    | 1     |
| Newcastle United  | 1     |
| Southampton       | 1     |
| Aston Villa       | 1     |

### Domínio do Manchester City (anos 2020)
| Temporada                                               | ARS | CHE | LIV | MCI | MUN | TOT |
| ------------------------------------------------------- | --- | --- | --- | --- | --- | --- |
| 2019–20                                                 | 8   | 4   | 1   | 2   | 3   | 6   |
| 2020–21                                                 | 8   | 4   | 3   | 1   | 2   | 7   |
| 2021–22                                                 | 5   | 3   | 2   | 1   | 6   | 4   |
| 2022–23                                                 | 2   | 12  | 5   | 1   | 3   | 8   |
| 2023–24                                                 | 2   | 6   | 3   | 1   | 8   | 5   |
| 2024–25                                                 | 2   | 4   | 1   | 3   | 15  | 17  |
| Top four                                                | 3   | 4   | 5   | 6   | 3   | 1   |
| Top six                                                 | 4   | 5   | 6   | 6   | 4   | 3   |
| Campeão Liga dos Campeões Liga Europa Conference League |     |     |     |     |     |     |

A partir da temporada de 2019–20, o árbitro assistente de vídeo, o VAR, foi introduzido na Premier League. Nessa mesma temporada, o Liverpool conquistou seu primeiro título da era Premier League, terminando confortavelmente à frente do Manchester City e encerrando um jejum de 30 anos sem troféu da primeira divisão.
O Project Big Picture, anunciado em outubro de 2020 por Manchester United e Liverpool, propôs uma maior integração entre os principais clubes da Premier League e a English Football League. A proposta foi criticada pela liderança da Premier League e pelo Departamento de Cultura, Mídia e Esporte do Reino Unido.
Em 26 de abril de 2021, uma partida entre Leicester City e Crystal Palace foi pausada para que os jogadores muçulmanos Wesley Fofana e Cheikhou Kouyaté pudessem quebrar o jejum do Ramadã. Acredita-se que tenha sido a primeira vez que um jogo da Premier League foi interrompido por esse motivo.
A temporada de 2022–23 foi pausada por seis semanas entre novembro e dezembro para acomodar a realização da primeira Copa do Mundo de inverno, retornando com os tradicionais jogos no Boxing Day. Naquela temporada, os jogadores optaram por ajoelhar-se em momentos significativos, reafirmando seu compromisso com o fim do preconceito racial. A campanha também viu Newcastle United e Brighton chegarem ao top 6, terminando em quarto e sexto lugares, respectivamente, enquanto Tottenham e Chelsea ficaram em oitavo e décimo-segundo. O Leicester City, campeão em 2015–16, foi rebaixado, tornando-se apenas o segundo clube vencedor da Premier League a cair desde o Blackburn Rovers em 2011–12.
O Manchester City conquistou a Premier League pela sexta vez em sete anos na temporada de 2023–24, tornando-se o primeiro time da elite do futebol inglês a vencer quatro títulos consecutivos.
A sequência do City foi finalmente encerrada na temporada de 2024–25, quando o Liverpool conquistou seu segundo título da Premier League. Nessa mesma temporada, um número recorde de seis clubes ingleses se classificaram para a Liga dos Campeões — possibilitado pela vitória do Tottenham Hotspur na Liga Europa e pelo alto coeficiente da Premier League na UEFA, que rendeu uma vaga extra. Os anos 2020 também viram clubes como Newcastle United e Aston Villa disputando as primeiras posições da tabela.
| Clube                  | Top 6 |
| ---------------------- | ----- |
| Liverpool              | 6     |
| Manchester City        | 6     |
| Chelsea                | 5     |
| Arsenal                | 4     |
| Manchester United      | 4     |
| Tottenham Hotspur      | 3     |
| Aston Villa            | 2     |
| Leicester City         | 2     |
| Newcastle United       | 2     |
| Brighton & Hove Albion | 1     |
| West Ham United        | 1     |

## Estrutura corporativa
A Football Association Premier League Ltd (FAPL) é operada como uma corporação e pertence aos 20 clubes membros. Cada clube é um acionista, com direito a um voto em questões como mudanças nas regras e contratos. Os clubes escolhem um presidente, um diretor executivo e um conselho de diretores para supervisionar as operações diárias da liga.
A Football Association (FA) não participa diretamente das operações cotidianas da Premier League, mas possui poder de veto como acionista especial durante a eleição do presidente e do diretor executivo, além de ter voz quando novas regras são adotadas pela liga.
O atual diretor executivo é Richard Masters, nomeado em dezembro de 2019. A presidência está atualmente a cargo de Alison Brittain, que assumiu o cargo no início de 2023.
A Premier League envia representantes à Associação de Clubes Europeus, com o número de clubes e os clubes selecionados com base no coeficiente da UEFA. Para a temporada de 2023–24, a Premier League possui 13 representantes na associação: Arsenal, Aston Villa, Brighton & Hove Albion, Chelsea, Everton, Liverpool, Manchester City, Manchester United, Newcastle United, Nottingham Forest, Tottenham Hotspur, West Ham United e Wolverhampton.
A Associação de Clubes Europeus é responsável por eleger três membros para o Comitê de Competições de Clubes da UEFA, que participa da administração das competições da UEFA, como a Liga dos Campeões e a Liga Europa.
| Cargo      | No. | Nome              | Tempo         |
| ---------- | --- | ----------------- | ------------- |
| Executivo  | 1   | Rick Parry        | 1991–1997     |
| Executivo  | 2   | Richard Scudamore | 1999–2018     |
| Executivo  | 3   | Richard Masters   | 2019–Presente |
| Presidente | 1   | Sir John Quinton  | 1991–1999     |
| Presidente | 2   | Dave Richards     | 1999–2013     |
| Presidente | 3   | Anthony Fry       | 2013–2014     |
| Presidente | 4   | Richard Scudamore | 2014–2018     |
| Presidente | 5   | Gary Hoffman      | 2020–2022     |
| Presidente | 6   | Alison Brittain   | 2023–Presente |

### Críticas
A Premier League tem enfrentado críticas à sua governança devido a uma suposta falta de transparência e prestação de contas.
Após a Premier League bloquear a tentativa de aquisição do Newcastle United por um consórcio apoiado pelo PIF (Fundo de Investimento Público da Arábia Saudita) através do teste de Proprietários e Diretores da liga, muitos parlamentares, torcedores do Newcastle United e partes relacionadas ao negócio denunciaram a Premier League por sua percepção de falta de transparência e responsabilidade durante todo o processo. Em 6 de julho de 2021, Amanda Staveley, membro do consórcio da PCP Capital Partners, declarou que “os torcedores certamente merecem absoluta transparência dos reguladores em todos os seus processos para garantir da melhor forma que eles atuem de maneira responsável. Eles (a Premier League) desempenham uma função parecida com a de um regulador governamental mas sem os mesmos sistemas de prestação de contas.”
Em 22 de julho de 2021, Tracey Crouch, deputada e presidente da revisão liderada por torcedores sobre a governança do futebol no Reino Unido, anunciou nos achados preliminares que a Premier League havia “perdido a confiança e a credibilidade” dos torcedores. A revisão também recomendou a criação de um novo regulador independente para supervisionar questões como aquisições de clubes.
O CEO da Premier League, Richard Masters, havia se posicionado contra a implementação de um regulador independente, dizendo em maio de 2021: “Não acho que o regulador independente seja a resposta para a questão. Eu defenderia o papel da Premier League como reguladora de seus clubes nos últimos 30 anos.”

## Formato

### Competição
A Premier League conta com 20 clubes. Durante uma temporada (de agosto a maio), cada clube joga contra os outros duas vezes (sistema de turno e returno), uma vez no seu estádio e outra no estádio do adversário, totalizando 38 jogos. As equipes recebem três pontos por vitória, um ponto por empate e nenhum ponto por derrota. A classificação é determinada pelo total de pontos, depois pelo saldo de gols e, em seguida, pelo número de gols marcados. Se ainda houver empate, as equipes ocupam a mesma posição. Em caso de empate para o título, rebaixamento ou classificação para outras competições, o critério de desempate é o confronto direto entre as equipes envolvidas (pontos obtidos nos jogos entre elas, seguido de gols fora de casa nessas partidas). Se persistir o empate, uma partida de desempate em campo neutro decide a posição.

### Promoção e rebaixamento
Existe um sistema de promoção e rebaixamento entre a Premier League e a EFL Championship. Os três clubes com pior colocação na Premier League são rebaixados para a Championship, e os dois melhores times da Championship são promovidos para a Premier League, com um terceiro promovido após uma série de playoffs envolvendo os clubes que ficaram em terceiro, quarto, quinto e sexto lugares na Championship. O número de clubes na Premier League foi reduzido de 22 para 20 em 1995, quando quatro times foram rebaixados e apenas dois promovidos. A divisão de elite havia sido ampliada para 22 times no início da temporada de 1991–92 — ano anterior à formação da Premier League.
Em 8 de junho de 2006, a FIFA solicitou que todas as principais ligas europeias fossem reduzidas para 18 times a partir da temporada de 2007–08. A Premier League anunciou que resistiria a essa redução. No final, a temporada de 2007–08 começou mesmo com 20 times.

### Árbitro assistente de vídeo (VAR)
O árbitro assistente de vídeo (VAR) foi introduzido na Premier League no início da temporada de 2019–20. Essa tecnologia auxilia o árbitro principal nas decisões dentro de campo. No entanto, sua implementação recebeu reações mistas dos torcedores e especialistas, com alguns elogiando sua precisão, enquanto outros criticam o impacto no ritmo do jogo e a inconsistência nas decisões.
O árbitro em campo ainda faz a decisão final, mas o VAR pode ajudar no processo. O VAR só pode ser usado para quatro tipos de decisões: gols, pênaltis, expulsões diretas e casos de erro de identidade. Os oficiais do VAR analisam as imagens de vídeo e se comunicam com o árbitro em campo por meio de um headset. Os árbitros do VAR ficam em uma sala de controle central, equipada com múltiplos ângulos de câmera e a capacidade de reproduzir os vídeos em diferentes velocidades.

## Clubes

### Campeões
| Temporada | Campeão                | Vice-campeão      | Terceiro lugar    | Quarto lugar      | Treinador vencedor |
| --------- | ---------------------- | ----------------- | ----------------- | ----------------- | ------------------ |
| 1992–93   | Manchester United (1)  | Aston Villa       | Norwich City      | Blackburn Rovers  | Alex Fergunson     |
| 1993–94   | Manchester United (2)  | Blackburn Rovers  | Newcastle United  | Arsenal           | Alex Fergunson     |
| 1994–95   | Blackburn Rovers (1)   | Manchester United | Nottingham Forest | Liverpool         | Kenny Dalglish     |
| 1995–96   | Manchester United (3)  | Newcastle United  | Liverpool         | Aston Villa       | Alex Fergunson     |
| 1996–97   | Manchester United (4)  | Newcastle United  | Arsenal           | Liverpool         | Alex Fergunson     |
| 1997–98   | Arsenal (1)            | Manchester United | Liverpool         | Chelsea           | Arsène Wenger      |
| 1998–99   | Manchester United (5)  | Arsenal           | Chelsea           | Leeds United      | Alex Fergunson     |
| 1999–00   | Manchester United (6)  | Arsenal           | Leeds United      | Liverpool         | Alex Fergunson     |
| 2000–01   | Manchester United (7)  | Arsenal           | Liverpool         | Leeds United      | Alex Fergunson     |
| 2001–02   | Arsenal (2)            | Liverpool         | Manchester United | Newcastle United  | Arsène Wenger      |
| 2002–03   | Manchester United (8)  | Arsenal           | Newcastle United  | Chelsea           | Alex Fergunson     |
| 2003–04   | Arsenal (3)            | Chelsea           | Manchester United | Liverpool         | Arsène Wenger      |
| 2004–05   | Chelsea (1)            | Arsenal           | Manchester United | Everton           | José Mourinho      |
| 2005–06   | Chelsea (2)            | Manchester United | Liverpool         | Arsenal           | José Mourinho      |
| 2006–07   | Manchester United (9)  | Chelsea           | Liverpool         | Arsenal           | Alex Fergunson     |
| 2007–08   | Manchester United (10) | Chelsea           | Arsenal           | Liverpool         | Alex Fergunson     |
| 2008–09   | Manchester United (11) | Liverpool         | Chelsea           | Arsenal           | Alex Fergunson     |
| 2009–10   | Chelsea (3)            | Manchester United | Arsenal           | Tottenham Hotspur | Carlo Ancelotti    |
| 2010–11   | Manchester United (12) | Chelsea           | Manchester City   | Arsenal           | Alex Fergunson     |
| 2011–12   | Manchester City (1)    | Manchester United | Arsenal           | Tottenham Hotspur | Roberto Mancini    |
| 2012–13   | Manchester United (13) | Manchester City   | Chelsea           | Arsenal           | Alex Fergunson     |
| 2013–14   | Manchester City (2)    | Liverpool         | Chelsea           | Arsenal           | Manuel Pellegrini  |
| 2014–15   | Chelsea (4)            | Manchester City   | Arsenal           | Manchester United | José Mourinho      |
| 2015–16   | Leicester City (1)     | Arsenal           | Tottenham Hotspur | Manchester City   | Claudio Ranieri    |
| 2016–17   | Chelsea (5)            | Tottenham Hotspur | Manchester City   | Liverpool         | Antonio Conte      |
| 2017–18   | Manchester City (3)    | Manchester United | Tottenham Hotspur | Liverpool         | Pep Guardiola      |
| 2018–19   | Manchester City (4)    | Liverpool         | Chelsea           | Tottenham Hotspur | Pep Guardiola      |
| 2019–20   | Liverpool (1)          | Manchester City   | Manchester United | Chelsea           | Jürgen Klopp       |
| 2020–21   | Manchester City (5)    | Manchester United | Liverpool         | Chelsea           | Pep Guardiola      |
| 2021–22   | Manchester City (6)    | Liverpool         | Chelsea           | Tottenham Hotspur | Pep Guardiola      |
| 2022–23   | Manchester City (7)    | Arsenal           | Manchester United | Newcastle United  | Pep Guardiola      |
| 2023–24   | Manchester City (8)    | Arsenal           | Liverpool         | Aston Villa       | Pep Guardiola      |
| 2024–25   | Liverpool (2)          | Arsenal           | Manchester City   | Chelsea           | Arne Slot          |

### Por clube
| Clube             | Títulos | Vices | Temporadas vencidas                                                                                                 |
| ----------------- | ------- | ----- | --- |
| Manchester United | 13      | 7     | 1992–93, 1993–94, 1995–96, 1996–97, 1998–99, 1999–00, 2000–01, 2002–03, 2006–07, 2007–08, 2008–09, 2010–11, 2012–13 |
| Manchester City   | 8       | 3     | 2011–12, 2013–14, 2017–18, 2018–19, 2020–21, 2021–22, 2022–23, 2023–24                                              |
| Chelsea           | 5       | 4     | 2004–05, 2005–06, 2009–10, 2014–15, 2016–17                                                                         |
| Arsenal           | 3       | 9     | 1997–98, 2001–02, 2003–04                                                                                           |
| Liverpool         | 2       | 5     | 2019–20, 2024–25 |
| Blackburn Rovers  | 1       | 1     | 1994–95 |
| Leicester City    | 1       | 0     | 2015–16 |

### Temporada de 2024–25
Vinte clubes estão competindo na temporada 2024–25 — os dezessete melhores da temporada anterior e três promovidos da Championship.
| Clubes                 | Posição em 2023–24 | Primeira temporada na primeira divisão | Primeira temporada na Premier League | Temporadas na primeira divisão | Temporadas na Premier League | Primeira temporada do atual período na primeira divisão | Número de temporadas do atual período na Premier League | Titulos da primeira divisão | Título mais recente |
| ---------------------- | ------------------ | -------------------------------------- | ------------------------------------ | ------------------------------ | ---------------------------- | ------------------------------------------------------- | ------------------------------------------------------- | --------------------------- | ------------------- |
| Arsenal                | 2º                 | 1904–05                                | 1992–93                              | 108                            | 33                           | 1919–20 (99 temporadas)                                 | 33                                                      | 13                          | 2003–04             |
| Aston Villa            | 4º                 | 1888–89                                | 1992–93                              | 111                            | 30                           | 2019–20 (6 temporadas)                                  | 6                                                       | 7                           | 1980–81             |
| Bournemouth            | 12º                | 2015–16                                | 2015–16                              | 8                              | 8                            | 2022–23 (3 temporadas)                                  | 3                                                       | 0                           | –                   |
| Brentford              | 16º                | 1935–36                                | 2021–22                              | 9                              | 4                            | 2021–22 (4 temporadas)                                  | 4                                                       | 0                           | –                   |
| Brighton & Hove Albion | 11º                | 1979–80                                | 2017–18                              | 12                             | 8                            | 2017–18 (8 temporadas)                                  | 8                                                       | 0                           | –                   |
| Chelsea                | 6º                 | 1907–08                                | 1992–93                              | 90                             | 33                           | 1989–90 (36 temporadas)                                 | 33                                                      | 6                           | 2016–17             |
| Crystal Palace         | 10º                | 1969–70                                | 1992–93                              | 25                             | 16                           | 2013–14 (12 temporadas)                                 | 12                                                      | 0                           | –                   |
| Everton                | 15º                | 1888–89                                | 1992–93                              | 122                            | 33                           | 1954–55 (71 temporadas)                                 | 33                                                      | 9                           | 1986–87             |
| Fulham                 | 13º                | 1949–50                                | 2001–02                              | 30                             | 18                           | 2022–23 (3 temporadas)                                  | 3                                                       | 0                           | –                   |
| Ipswich Town           | 2º (EFL)           | 1961–62                                | 1992–93                              | 27                             | 6                            | 2024–25 (1 temporada)                                   | 1                                                       | 1                           | 1961–62             |
| Leicester City         | 1º (EFL)           | 1955–56                                | 1994–95                              | 56                             | 18                           | 2024–25 (1 temporada)                                   | 1                                                       | 1                           | 2015–16             |
| Liverpool              | 3º                 | 1894–95                                | 1992–93                              | 110                            | 33                           | 1962–63 (63 temporadas)                                 | 33                                                      | 20                          | 2024–25             |
| Manchester City        | 1º                 | 1899–1900                              | 1992–93                              | 96                             | 28                           | 2002–03 (23 temporadas)                                 | 23                                                      | 10                          | 2023–24             |
| Manchester United      | 8º                 | 1892–93                                | 1992–93                              | 100                            | 33                           | 1975–76 (50 temporada)                                  | 33                                                      | 20                          | 2012–13             |
| Newcastle United       | 7º                 | 1898–99                                | 1993–94                              | 93                             | 30                           | 2017–18 (8 temporada)                                   | 8                                                       | 4                           | 1926–27             |
| Nottingham Forest      | 17º                | 1892–93                                | 1992–93                              | 59                             | 8                            | 2022–23 (3 temporadas)                                  | 3                                                       | 1                           | 1977–78             |
| Southampton            | 4º (EFL)           | 1966–67                                | 1992–93                              | 47                             | 25                           | 2024–25 (1 temporada)                                   | 1                                                       | 0                           | –                   |
| Tottenham Hotspur      | 5º                 | 1909–10                                | 1992–93                              | 90                             | 33                           | 1978–79 (47 temporadas)                                 | 33                                                      | 2                           | 1960–61             |
| West Ham United        | 9º                 | 1923–24                                | 1993–94                              | 67                             | 29                           | 2012–13 (13 temporadas)                                 | 13                                                      | 0                           | –                   |
| Wolverhampton          | 14º                | 1888–89                                | 2003–04                              | 70                             | 11                           | 2018–19 (7 temporadas)                                  | 7                                                       | 3                           | 1958–59             |

- Leicester City, Ipswich Town e Southampton foram rebaixados para a EFL Championship para a temporada de 2025–26, enquanto Leeds United, Burnley e Sunderland, respectivamente campeões, vice-campeões e vencedores da final dos playoffs da temporada de 2024–25, foram promovidos.
- Apenas dois clubes permaneceram na Premier League desde sua primeira promoção: Brentford e Brighton & Hove Albion, que estão na liga há 5 e 9 temporadas (de um total de 34), respectivamente.

### Clubes fora da Inglaterra
Em 2011, após o Swansea City ser promovido, um clube galês participou da Premier League pela primeira vez. A primeira partida da Premier League jogada fora da Inglaterra foi o jogo do Swansea City em casa, no Liberty Stadium, contra o Wigan em 20 de agosto de 2011. O número de clubes galeses na Premier League aumentou para dois na temporada de 2013–14, quando o Cardiff City foi promovido, mas eles foram rebaixados após sua temporada de estreia. O Cardiff foi promovido novamente em 2017–18, mas o número de clubes galeses permaneceu o mesmo para a temporada de 2018–19, já que o Swansea City havia sido rebaixado em 2017–18. Após o rebaixamento do Cardiff depois da temporada de 2018–19, atualmente não há clubes galeses participando da Premier League.
Como são membros da Associação de Futebol do País de Gales (FAW), a questão de se clubes como o Swansea deveriam representar a Inglaterra ou o País de Gales nas competições europeias gerou discussões longas na UEFA. O Swansea conquistou uma das três vagas da Inglaterra na Liga Europa na temporada de 2013–14 ao vencer a Copa da Liga Inglesa em 2012–13. O direito dos clubes galeses de ocupar essas vagas inglesas esteve em dúvida até que a UEFA esclareceu o assunto em março de 2012, permitindo sua participação.
A participação de clubes escoceses ou irlandeses na Premier League foi ocasionalmente discutida, mas sem resultado. A ideia chegou mais perto da realidade em 1998, quando o Wimbledon recebeu a aprovação da Premier League para se mudar para Dublin, na Irlanda, mas a mudança foi bloqueada pela Associação de Futebol da Irlanda. Além disso, a mídia inglesa discute ocasionalmente a ideia de que os dois maiores times da Escócia, Celtic e Rangers, deveriam ou irão participar da Premier League, mas nada resultou dessas discussões.

## Competições internacionais

### Qualificação para competições europeias

#### Critérios de qualificação para 2025–26
Os quatro primeiros colocados na Premier League se classificam automaticamente para a fase de grupos da Liga dos Campeões da UEFA da temporada seguinte. Os campeões da Liga dos Campeões e da Liga Europa da UEFA podem conquistar uma vaga adicional para a fase de grupos da Liga dos Campeões da temporada seguinte caso não tenham terminado entre os quatro primeiros. Existem vagas adicionais para as duas melhores associações no ranking da temporada anterior, o que pode resultar em um máximo de sete times de uma mesma associação na Liga dos Campeões.
O time que terminar em quinto lugar na Premier League, assim como os vencedores da FA Cup, se classificam para a fase de grupos da Liga Europa da temporada seguinte. No entanto, se o vencedor da FA Cup também terminar entre os cinco primeiros lugares da Premier League ou tiver vencido um dos principais torneios da UEFA, essa vaga é repassada para o time que terminou em sexto lugar. O vencedor da Copa da Liga Inglesa se classifica para a Liga Conferência da UEFA da temporada seguinte, mas se o vencedor já tiver se classificado para uma competição da UEFA por meio de outra competição, essa vaga é repassada para o time que terminou em sexto lugar na Premier League, ou para o sétimo caso o resultado da FA Cup já tenha feito o time sexto colocado se classificar.
O número de vagas alocadas para clubes ingleses nas competições da UEFA depende da posição do país no ranking de coeficientes da UEFA, que é calculado com base no desempenho dos times nas competições da UEFA nos últimos cinco anos. Atualmente, a Inglaterra está em primeiro lugar, à frente da Espanha.

### Temporadas anteriores
Houve uma exceção ao sistema usual de qualificação europeia em 2005, quando o Liverpool venceu a Liga dos Campeões na temporada anterior, mas não terminou em uma vaga de classificação para a Liga dos Campeões na Premier League. A UEFA concedeu uma dispensa especial para que o Liverpool pudesse participar da Liga dos Campeões, aumentando para cinco o número de classificados da Inglaterra. A entidade reguladora posteriormente decidiu que o campeão defensor da competição se qualificaria para a edição seguinte independentemente da colocação na liga doméstica. Porém, para as ligas que tinham quatro vagas na Liga dos Campeões, isso significava que, se o vencedor da Champions terminasse fora do top quatro no seu campeonato nacional, ele se classificaria no lugar do time que ficou em quarto lugar. Naquela época, nenhuma associação podia ter mais de quatro participantes na Liga dos Campeões. Isso aconteceu em 2012, quando o Chelsea — campeão da Liga dos Campeões naquele verão, mas sexto colocado na liga — classificou-se para a Liga dos Campeões de 2012–13 no lugar do Tottenham Hotspur, que foi para a Liga Europa.
A partir da temporada de 2015–16, os campeões da Liga Europa passaram a se classificar para a Liga dos Campeões, aumentando o máximo de participantes por país para cinco. Isso entrou em vigor na Inglaterra em 2016–17, quando o Manchester United terminou em sexto lugar na Premier League e venceu a Liga Europa, garantindo cinco vagas para a Liga dos Campeões em 2017–18. Nesses casos, qualquer vaga da Liga Europa liberada não é repassada para o próximo melhor colocado fora da zona de classificação na Premier League. Se os campeões da Liga dos Campeões e da Liga Europa forem do mesmo país e ambos terminarem fora do top quatro, então o time que ficou em quarto lugar é transferido para a Liga Europa.

### Desempenho em competições internacionais
Com 48 títulos continentais conquistados, os clubes ingleses são os terceiros mais bem-sucedidos no futebol europeu, atrás da Itália (50) e da Espanha (67). Na principal competição da UEFA, a Liga dos Campeões, um recorde de seis clubes ingleses conquistaram um total de 15 títulos e perderam mais 11 finais, ficando atrás dos clubes espanhóis, com 20 títulos e 11 finais perdidas, respectivamente. Na segunda competição em importância, a Liga Europa, os clubes ingleses são terceiros, com nove vitórias e oito finais perdidas. Na recém-criada Liga Conferência da UEFA, os clubes ingleses já conquistaram um título, dividindo o recorde até agora. Na Supercopa da UEFA, a Inglaterra tem dez títulos e dez vices, o segundo melhor desempenho atrás da Espanha, com 17 títulos e 15 vices. Similarmente à Copa Intertoto, os clubes ingleses não deram muita importância à antiga Copa Intercontinental, apesar de seu status internacional como Mundial de Clubes. Eles participaram seis vezes da competição única, vencendo apenas uma vez, e desistiram outras três. Os clubes ingleses conquistaram quatro títulos no Mundial de Clubes organizado pela FIFA, empatando em segundo lugar com o Brasil, atrás apenas da Espanha, que tem oito.

## Patrocínio
Após uma temporada inaugural sem patrocínio, a Premier League foi patrocinada pela Carling de 1993 até 2001, período em que foi conhecida como FA Carling Premiership. Em 2001, um novo acordo de patrocínio com a Barclaycard fez a liga ser renomeada para FA Barclaycard Premiership, que passou a ser chamada de FA Barclays Premiership na temporada de 2004–05.
Na temporada de 2007–08, a liga foi rebatizada como Barclays Premier League.
| Periodo       | Patrocinio     | Nome                       |
| ------------- | -------------- | -------------------------- |
| 1992–1993     | Sem patrocinio | FA Premier League          |
| 1993–2001     | Carling        | FA Carling Premiership     |
| 2001–2004     | Barclaycard    | FA Barclaycard Premiership |
| 2004–2007     | Barclays       | FA Barclays Premiership    |
| 2007–2016     | Barclays       | Barclays Premier League    |
| 2016–Presente | Sem patrocinio | Premier League             |

O contrato da Barclays com a Premier League expirou ao final da temporada de 2015–16. A organização anunciou em 4 de junho de 2015 que não buscaria mais acordos de patrocínio no título da Premier League, argumentando que queria construir uma marca “limpa” para a competição, mais alinhada às grandes ligas esportivas dos Estados Unidos.

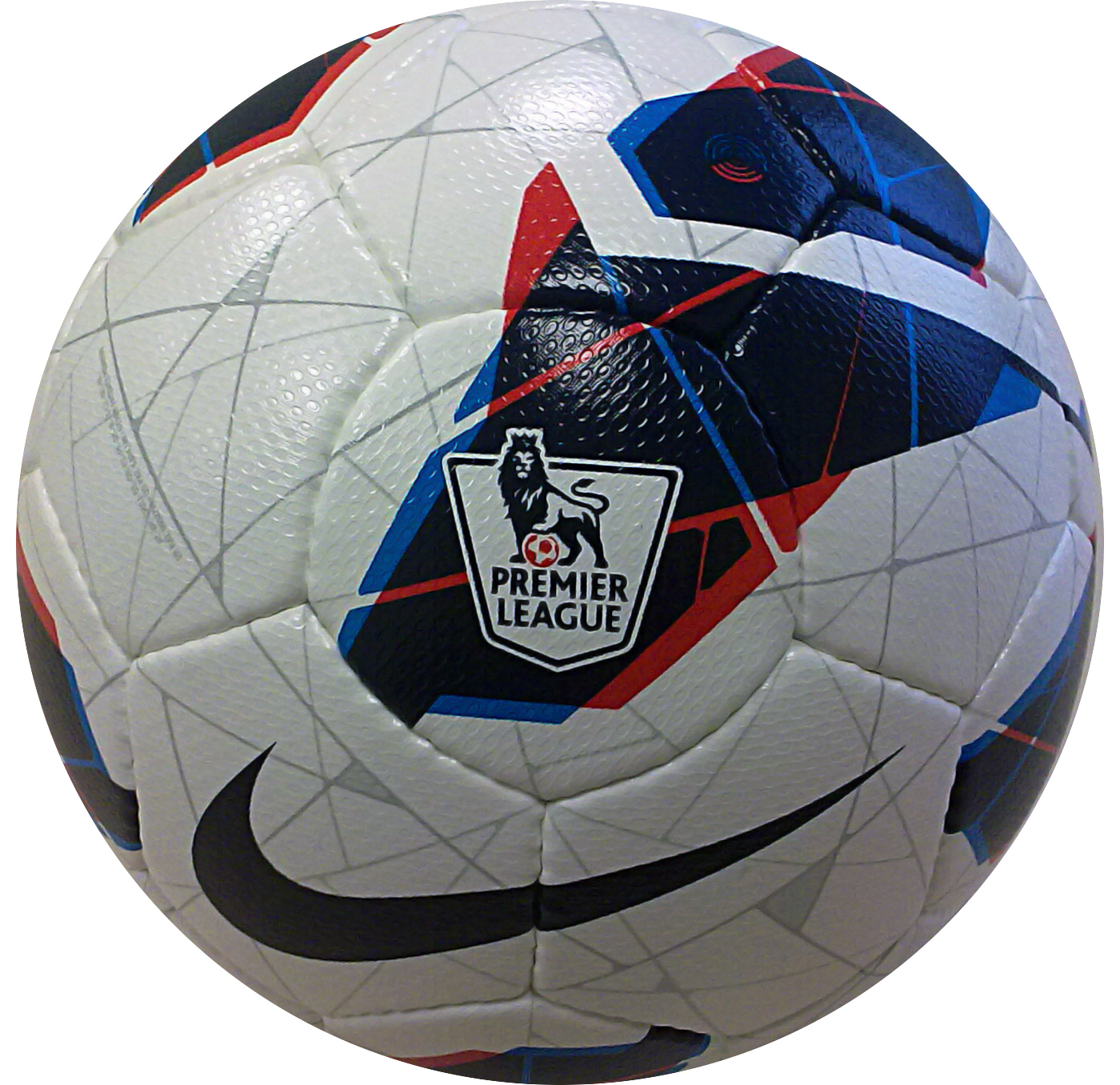
Bola "Maxim" da Nike usada na Premier League em 2012.

Além do patrocínio da liga em si, a Premier League conta com diversos parceiros e fornecedores oficiais. O fornecedor oficial das bolas da liga é a Nike, que detém o contrato desde a temporada de 2000–01, quando assumiu da Mitre. Sob a marca Merlin, a Topps deteve a licença para produzir colecionáveis da Premier League entre 1994 e 2019, incluindo figurinhas (para o álbum de figurinhas) e cards de troca. Lançado na temporada de 2007–08, o Match Attax da Topps, o jogo oficial de cards da Premier League, é o colecionável mais vendido entre meninos no Reino Unido, além de ser o jogo de cards esportivos mais vendido do mundo. Em outubro de 2018, a Panini recebeu a licença para produzir colecionáveis a partir da temporada de 2019–20. A empresa de chocolates Cadbury é parceira oficial de snacks da Premier League desde 2017 e patrocinou os prêmios Chuteira de Ouro, Luva de Ouro e Melhor Criador de Jogadas da temporada entre 2017–18 e 2019–20. A Coca-Cola Company (com sua linha Coca-Cola Zero Açucar) patrocinou esses prêmios na temporada de 2020–21, com a Castrol sendo a patrocinadora atual a partir da temporada de 2021–22.

## Finanças
A Premier League é a liga de futebol com maior receita do mundo, com um total de receitas dos clubes de €2,48 bilhões na temporada de 2009–10. Em 2013–14, devido à melhora nas receitas televisivas e ao controle de custos, os clubes da Premier League obtiveram um lucro líquido superior a £78 milhões, superando todas as outras ligas de futebol. Em 2010, a Premier League recebeu o Queen’s Award for Enterprise na categoria Comércio Internacional pelo seu notável impacto no comércio internacional e o valor que traz ao futebol inglês e à indústria de transmissão do Reino Unido.
A Premier League inclui alguns dos clubes de futebol mais ricos do mundo. A lista “Football Money League” da Deloitte incluiu sete clubes da Premier League entre os 20 mais ricos na temporada de 2009–10, e todos os 20 clubes estavam entre os 40 maiores globalmente no final da temporada de 2013–14, principalmente graças ao aumento da receita com transmissão. Em 2019, a liga gerou cerca de £3,1 bilhões por ano em direitos de transmissão domésticos e internacionais.
Os clubes da Premier League concordaram, em princípio, em dezembro de 2012, com novos controles rigorosos de custos. As duas propostas consistem em uma regra de equilíbrio financeiro e um teto para o aumento anual da folha salarial dos clubes. Com novos contratos de transmissão prestes a serem assinados, cresceu o impulso para encontrar formas de evitar que a maior parte do dinheiro vá direto para jogadores e agentes.
Os pagamentos centrais da temporada de 2016–17 totalizaram £2.398.515.773 entre os 20 clubes, com cada equipe recebendo uma taxa fixa de participação de £35.301.989 e pagamentos adicionais por direitos de transmissão de TV (£1.016.690 por direitos gerais do Reino Unido para melhores momentos dos jogos, £1.136.083 por cada transmissão ao vivo no Reino Unido, e £39.090.596 por todos os direitos internacionais), direitos comerciais (uma taxa fixa de £4.759.404) e uma quantia referente ao "mérito", baseada na posição final na tabela. O componente de mérito foi um valor nominal de £1.941.609 multiplicado pela posição final, contando de baixo para cima (por exemplo, o Burnley terminou em 16º em 2017, cinco posições acima da última, recebendo 5 × £1.941.609 = £9.708.045).

### Rebaixamento
Desde a separação da Premier League com a Football League, os clubes estabelecidos na Premier League têm uma disparidade financeira em relação aos times das divisões inferiores, em parte devido à receita de direitos televisivos.
Times promovidos têm dificuldade para evitar o rebaixamento em sua primeira temporada na Premier League. Todo clube novato da Premier League foi rebaixado na primeira temporada, exceto nas temporadas de 2001–02, 2011–12, 2017–18 e 2022–23. Nas temporadas de 1997–98, 2023–24 e 2024–25, todos os três clubes promovidos foram rebaixados ao fim do campeonato.
A Premier League distribui uma parte da receita televisiva como "pagamentos de paraquedas" para clubes rebaixados, para compensar a perda de receita televisiva. O time médio da Premier League recebe £41 milhões, enquanto o clube médio da Championship recebe £2 milhões. Desde a temporada de 2013–14, esses pagamentos ultrapassam £60 milhões ao longo de quatro temporadas. Críticos afirmam que esses pagamentos ampliam a diferença financeira entre clubes que alcançaram a Premier League e os que não chegaram, levando ao fenômeno comum de times que são “rebaixados e logo retornam”.
Clubes que não conseguem subir de volta rapidamente à Premier League frequentemente enfrentam problemas financeiros, chegando até à administração judicial ou liquidação. Muitos times que não conseguem lidar com essa disparidade acabam sendo rebaixados para divisões inferiores ainda mais baixas.

## Cobertura da mídia

### Reino Unido e Irlanda
| Temporadas | Sky  | Outros  | Outros | Outros | Outros | Total |
| ---------- | ---- | ------- | ------ | ------ | ------ | ----- |
| 1992–2001  | 60   | –       | –      | –      | –      | 60    |
| 2001–2004  | 110  | –       | –      | –      | –      | 110   |
| 2004–2007  | 138  | –       | –      | –      | –      | 138   |
| 2007–2009  | 92   | Setanta | 46     | –      | –      | 138   |
| 2009–2010  | 92   | ESPN    | 46     | –      | –      | 138   |
| 2010–2013  | 115  | ESPN    | 23     | –      | –      | 138   |
| 2013–2016  | 116  | TNT     | 38     | –      | –      | 154   |
| 2016–2019  | 126  | TNT     | 42     | –      | –      | 168   |
| 2019–2025  | 128  | TNT     | 52     | Amazon | 20     | 200   |
| 2025–2029  | 215+ | TNT     | 52     | –      | –      | 270   |

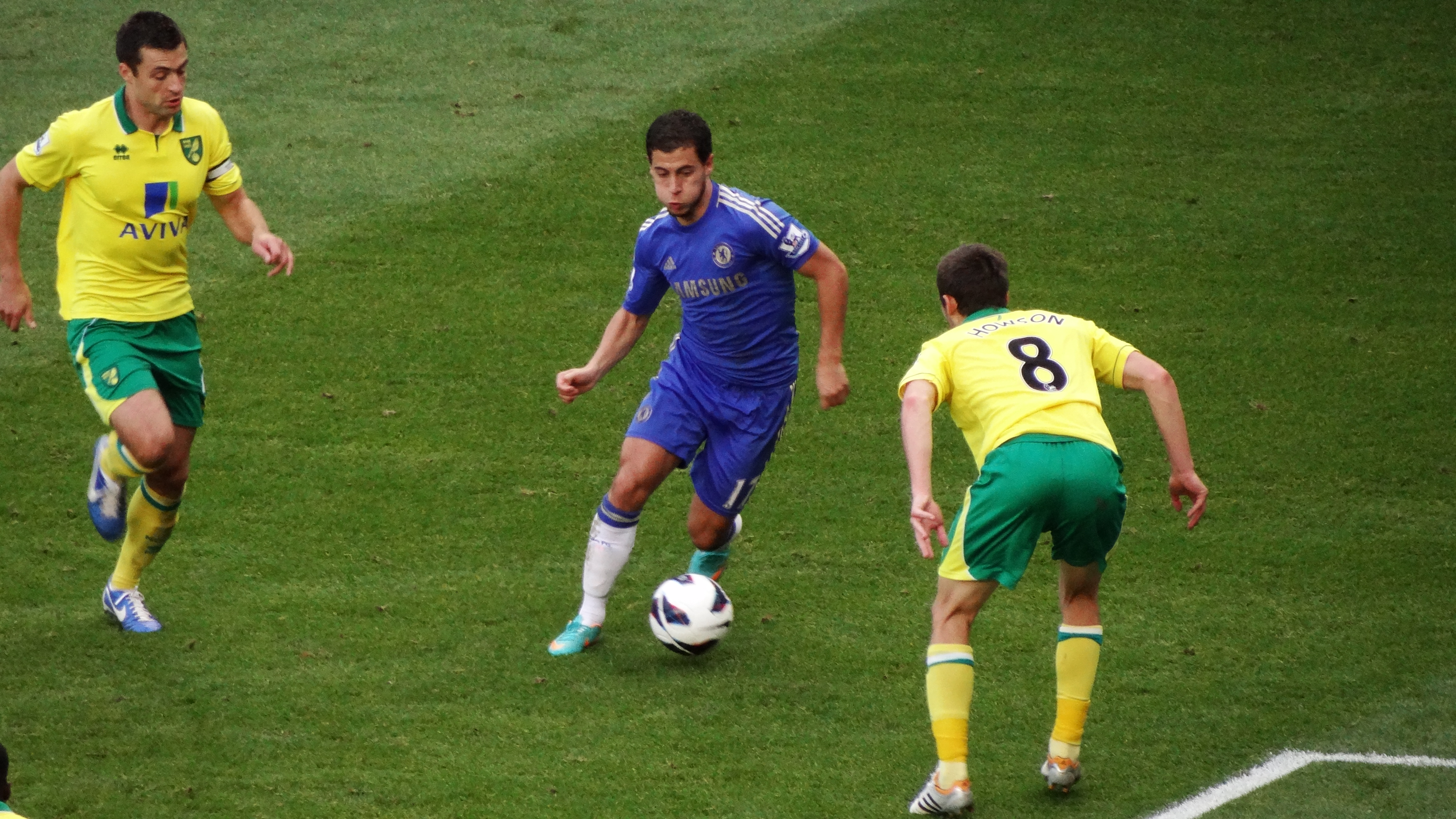
Eden Hazard em posse da bola durante uma partida de 2012 entre Chelsea e Norwich.

A televisão desempenhou um papel fundamental na história da Premier League. A decisão da liga de conceder os direitos de transmissão à Sky em 1992 foi, à época, uma escolha radical, mas que se mostrou acertada. Naquele momento, a televisão paga ainda era uma proposta praticamente não testada no mercado britânico, assim como a ideia de cobrar dos torcedores para assistir a jogos de futebol transmitidos ao vivo. No entanto, a combinação da estratégia da Sky, da qualidade do futebol da Premier League e do apetite do público pelo jogo fez com que o valor dos direitos televisivos da liga disparasse.
A Premier League vende seus direitos de transmissão televisiva de forma coletiva. Isso contrasta com outras ligas europeias, como La Liga, onde cada clube vende seus direitos individualmente, fazendo com que uma parcela muito maior da renda total vá para os clubes mais ricos. O dinheiro é dividido em três partes: metade é dividida igualmente entre os clubes; um quarto é distribuído com base no mérito, de acordo com a posição final na tabela — o clube campeão recebe vinte vezes mais do que o lanterna, com valores escalonados ao longo da classificação; o quarto restante é pago como taxa de instalação para os jogos transmitidos na televisão, sendo que os clubes mais destacados geralmente recebem a maior parte desses valores. A receita de direitos internacionais é dividida igualmente entre os 20 clubes.
Nem todas as partidas da Premier League são transmitidas no Reino Unido, pois a liga mantém a proibição tradicional de transmissões de qualquer partida de futebol (doméstica ou não) com início entre 14h45 e 17h15 nos sábados de rodada.
O primeiro contrato de direitos televisivos com a Sky foi avaliado em £304 milhões por cinco temporadas. O contrato seguinte, negociado para começar na temporada de 1997–98, aumentou para £670 milhões em quatro temporadas. O terceiro contrato foi um acordo de £1 bilhão com a BSkyB para as três temporadas de 2001 a 2004. A liga arrecadou £320 milhões com a venda dos direitos internacionais para o período de 2004 a 2007, negociando diretamente por território. O monopólio da Sky foi rompido em agosto de 2006, quando a Setanta Sports adquiriu os direitos de dois dos seis pacotes de jogos disponíveis, após uma exigência da Comissão Europeia para que os direitos exclusivos não fossem vendidos a uma única emissora. Sky e Setanta pagaram £1,7 bilhão, um aumento de dois terços que surpreendeu muitos comentaristas, já que se acreditava que o valor dos direitos havia se estabilizado após anos de crescimento acelerado. A Setanta também obteve os direitos de um jogo ao vivo às 15h exclusivo para o público irlandês. A BBC manteve os direitos de exibição de melhores momentos (no programa Match of the Day) pelas mesmas três temporadas, pagando £171,6 milhões — um aumento de 63% em relação aos £105 milhões pagos no período anterior.
A Sky e o BT Group (por meio de seu canal BT Sport, agora TNT Sports) concordaram em pagar conjuntamente £84,3 milhões por direitos televisivos atrasados de 242 jogos — ou seja, o direito de transmiti-los na íntegra pela televisão e pela internet geralmente 50 horas após as 22h do dia da partida. Os direitos internacionais renderam £625 milhões, quase o dobro do contrato anterior. O total arrecadado com esses acordos ultrapassou £2,7 bilhões, dando aos clubes da Premier League uma média de receita de mídia de cerca de £40 milhões por ano entre 2007 e 2010.

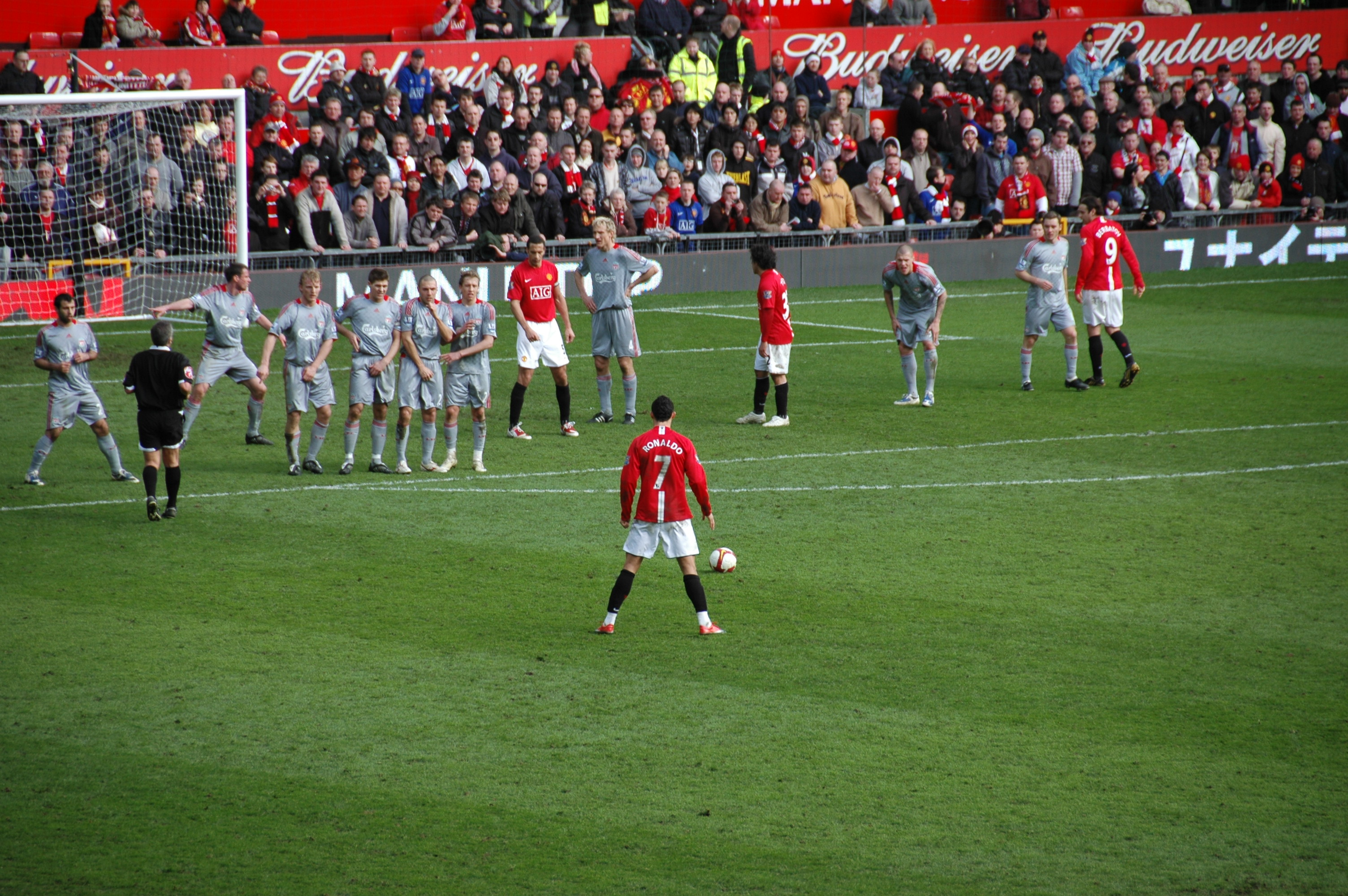
Cristiano Ronaldo se preparando para cobrar uma falta em uma partida de 2009 entre Manchester United e Liverpool.

O acordo de direitos televisivos entre a Premier League e a Sky enfrentou acusações e resultou em diversos processos judiciais. Uma investigação do Office of Fair Trading (Departamento de Comércio Justo) em 2002 concluiu que a BSkyB era dominante no mercado de esportes via TV paga, mas que não havia provas suficientes de abuso de posição dominante. Em julho de 1999, o método da Premier League de vender direitos coletivos para todos os clubes membros foi investigado pelo UK Restrictive Practices Court (Tribunal de Práticas Restritivas do Reino Unido), que decidiu que o acordo não contrariava o interesse público.
O pacote de destaques da BBC, exibido nas noites de sábado e domingo (e outras conforme necessário), durou até 2016. Os direitos televisivos sozinhos para o período de 2010 a 2013 foram adquiridos por £1,7 bilhão. Em 22 de junho de 2009, após dificuldades enfrentadas pela Setanta Sports — que não conseguiu cumprir o prazo final para um pagamento de £30 milhões à Premier League — a ESPN foi premiada com dois pacotes de direitos no Reino Unido: 46 jogos disponíveis na temporada de 2009–10 e 23 jogos por temporada de 2010 a 2013.
Um novo ciclo de direitos começou na temporada de 2019–20, com o pacote doméstico aumentando para 200 partidas. Em fevereiro de 2018, o BT adquiriu o pacote de 32 jogos nos horários de almoço aos sábados, enquanto a Sky ficou com quatro dos sete pacotes, abrangendo a maioria das partidas de fim de semana (incluindo oito novos jogos em horário nobre aos sábados), além de jogos às segundas e sextas-feiras. Dois pacotes restantes de 20 jogos cada seriam vendidos posteriormente, incluindo três rodadas no meio de semana e uma rodada em feriado. Como a Sky já possuía o número máximo de partidas permitido sem ultrapassar o limite de 148 jogos, especulou-se que ao menos um desses novos pacotes poderia ir para uma nova concorrente, como um serviço de streaming. Os cinco pacotes vendidos para BT e Sky foram avaliados em £4,4 bilhões. Em junho de 2018, foi anunciado que a Amazon Prime Video e o BT haviam adquirido os dois pacotes restantes. A Amazon obteve os direitos de 20 partidas por temporada, incluindo uma rodada no meio da semana em dezembro e todos os jogos do Boxing Day. As transmissões da Amazon são produzidas em parceria com a Sunset + Vine e a BT Sport.
Com a retomada da Premier League na temporada de 2019–20 devido à pandemia de COVID-19 no Reino Unido, a liga anunciou que todas as partidas restantes seriam transmitidas na televisão britânica, divididas principalmente entre Sky, BT e Amazon. Um número considerável desses jogos também foi disponibilizado em canais abertos: a Sky transmitiu 25 deles no canal Pick, a Amazon exibiu quatro jogos na Twitch, e a BBC — pela primeira vez na história da liga — transmitiu quatro partidas ao vivo.
Como os jogos continuaram sendo disputados sem público no início da temporada de 2020–21, os clubes da Premier League votaram, em 8 de setembro, para continuar transmitindo todos os jogos pelo menos até o final daquele mês (com a BBC e a Amazon recebendo mais uma partida cada), e que “arranjos apropriados” seriam feitos para outubro. Posteriormente, foi anunciado que os jogos não selecionados para transmissão seriam oferecidos via pay-per-view pelo BT Sport Box Office e Sky Box Office, ao custo de £14,95 por jogo. O esquema de PPV foi mal recebido: a Federação de Torcedores de Futebol considerou o preço muito alto e surgiram preocupações de que isso incentivasse a pirataria. Torcedores pediram boicote às transmissões pagas e incentivaram doações para causas sociais — a campanha “Charity Not PPV” dos torcedores do Newcastle arrecadou £20.000 para um banco de alimentos local, e os torcedores do Arsenal levantaram £34.000 para a Islington Giving. Em 13 de novembro, diante do retorno de medidas restritivas no Reino Unido, a Premier League anunciou oficialmente que as partidas não transmitidas seriam redistribuídas entre seus principais parceiros de transmissão, novamente incluindo partidas adicionais para a BBC e a Amazon Prime.
O próximo ciclo de direitos, correspondente às temporadas de 2022–23 até 2024–25, foi renovado sem licitação pública devido a circunstâncias excepcionais provocadas pela pandemia de COVID-19. Assim, os direitos permaneceram como estavam desde a temporada de 2019–20.

### Cobertura mundial
A Premier League é a liga de futebol mais assistida do mundo, transmitida para 212 territórios, alcançando 643 milhões de lares e um público potencial de 4,7 bilhões de pessoas na televisão. O braço de produção da liga, o Premier League Productions, é operado pela IMG Productions e produz conteúdo para seus parceiros internacionais de televisão. Em 22 de novembro de 2024, a Premier League anunciou planos para encerrar o acordo com a IMG e assumir a produção do Premier League Productions internamente a partir da temporada de 2026–27.
A Premier League é o programa esportivo mais amplamente distribuído da Ásia. No subcontinente indiano, as partidas são transmitidas ao vivo pelo STAR Sports. Na região MENA (Médio Oriente e Norte da África), a BeIN Sports detém os direitos exclusivos da Premier League. Na China, os direitos de transmissão foram concedidos à iQiyi, Migu e CCTV, com início na temporada de 2021–22. Nos Estados Unidos, a Premier League é transmitida pela NBC Sports. A NBC Sports adquiriu os direitos da liga em 2013 (substituindo a Fox Soccer e a ESPN) e foi amplamente elogiada por sua cobertura. A NBC Sports firmou uma extensão de seis anos com a Premier League em 2015, garantindo os direitos de transmissão até o fim da temporada de 2021–22 em um acordo avaliado em 1 bilhão de dólares, ou 640 milhões de libras. Em novembro de 2021, a NBC firmou outra extensão de seis anos, válida até 2028, em um acordo avaliado em 2,7 bilhões de dólares, ou 2 bilhões de libras.
A Premier League é transmitida pela SuperSport em toda a África Subsaariana. Os canais de transmissão na Europa continental até 2025 incluem: Canal+ na França, Sky Sport Germany na Alemanha e Áustria, Match TV na Rússia, Sky Sport Italy na Itália, Eleven Sports em Portugal, DAZN na Espanha, beIN Sports Turkey na Turquia, Digi Sport na Romênia, e NENT nos países nórdicos (Suécia, Dinamarca e Noruega), Polônia e Países Baixos. Na América do Sul, a ESPN cobre a maior parte do continente. Na América Central, a liga é transmitida pela Paramount+.

## Estádios
Até a temporada de 2023–24, partidas da Premier League foram disputadas em 61 estádios desde a criação da divisão. O desastre de Hillsborough em 1989 e o subsequente Relatório Taylor recomendaram a abolição das arquibancadas em pé. Como resultado, todos os estádios da Premier League passaram a ser compostos apenas por assentos. Desde a formação da Premier League, os estádios de futebol na Inglaterra passaram por melhorias constantes em capacidade e infraestrutura, com alguns clubes se mudando para estádios recém-construídos. Onze estádios que já receberam jogos da Premier League foram demolidos. Os estádios da temporada de 2023–24 mostram uma grande disparidade em termos de capacidade. Por exemplo, Old Trafford, casa do Manchester United, possui capacidade para 74.031 pessoas, enquanto Dean Court, casa do Bournemouth, comporta apenas 11.307. A capacidade total combinada dos estádios da Premier League na temporada de 2023–24 é de 787.002 lugares, com uma média de 39.350 por estádio.
As bilheteiras representam uma fonte significativa de receita regular para os clubes da Premier League. Na temporada de 2022–23, a média de público nos jogos da liga foi de 40.235 espectadores, com um total agregado de 15.289.340 torcedores. Isso representa um aumento de 19.109 pessoas em relação à média de 21.126 registrada na temporada inaugural da Premier League (1992–93). No entanto, durante a temporada de 1992–93, a capacidade da maioria dos estádios foi reduzida à medida que os clubes substituíam as áreas com arquibancadas em pé por assentos, em conformidade com o prazo do Relatório Taylor para que todos os estádios fossem somente com assentos até a temporada de 1994–95. A temporada de 2022–23 também estabeleceu um recorde de público total na competição, com mais de 15 milhões de espectadores, e a média de público também atingiu níveis recordes, superando o recorde anterior de 39.989 da temporada de 2021–22, que por sua vez havia quebrado um recorde de mais de 70 anos estabelecido na temporada de 1948–49.
Em outubro de 2024, foi relatado que o governo está planejando conceder à entidade reguladora independente autoridade para impedir que clubes da Premier League vendam seus estádios para empresas afiliadas ou de terceiros.

## Técnicos
Os técnicos na Premier League estão envolvidos na gestão diária da equipe, incluindo treinamentos, escalação do time e aquisição de jogadores. Sua influência varia de clube para clube, dependendo da estrutura de propriedade e da relação do técnico com os torcedores. Os técnicos devem possuir a Licença Pro da UEFA.
Vários técnicos interinos conseguiram o cargo em definitivo após bom desempenho, incluindo Paul Hart no Portsmouth, David Pleat no Tottenham Hotspur e Ole Gunnar Solskjær no Manchester United.
Arsène Wenger é o técnico com maior tempo de serviço, tendo comandado o Arsenal na Premier League de 1996 até sua saída ao final da temporada de 2017–18, além de deter o recorde de maior número de partidas comandadas na Premier League: 828, todas com o Arsenal. Ele superou o recorde anterior de Alex Ferguson, que dirigiu o Manchester United em 810 partidas desde a criação da Premier League até sua aposentadoria ao fim da temporada de 2012–13. Ferguson esteve no comando do Manchester United desde novembro de 1986, sendo técnico por cinco anos da antiga Primeira Divisão da Football League e por todas as 21 primeiras temporadas da Premier League.
Curiosamente, desde sua criação, a Premier League nunca foi vencida por um técnico inglês.

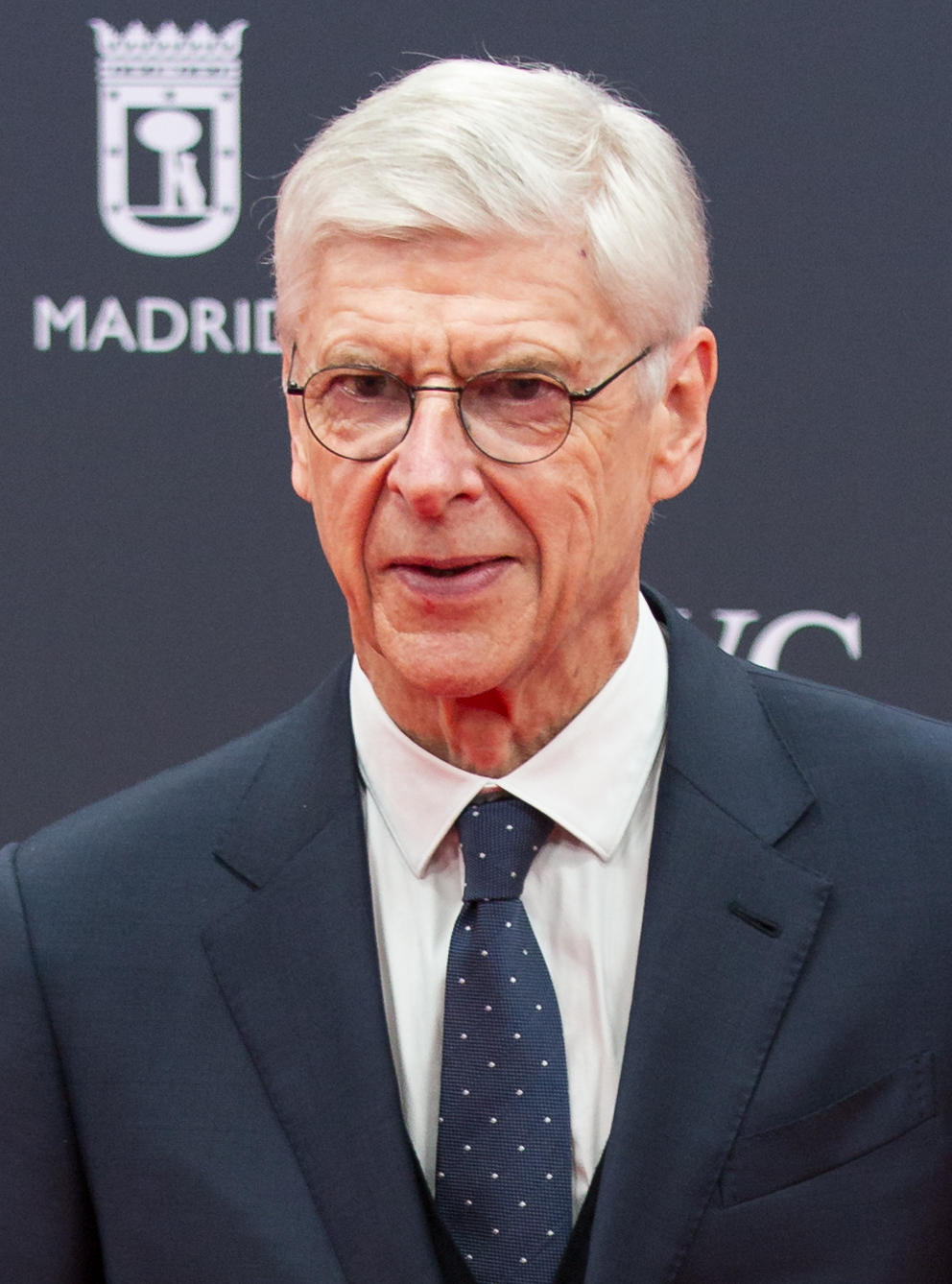
O ex-treinador do Arsenal, Arsène Wenger, é o técnico com o maior tempo de serviço na história da Premier League.

Diversos estudos já analisaram os motivos e os efeitos das demissões de técnicos. Notavelmente, Sue Bridgewater, da Universidade de Liverpool, e Bas ter Weel, da Universidade de Amsterdã, realizaram pesquisas separadas que ajudaram a explicar estatisticamente esse fenômeno. O estudo de Bridgewater revelou que os clubes geralmente demitem seus técnicos ao caírem abaixo da média de um ponto por partida.
| Treinador           | Nacionalidade | Clube                  | Assumiu o cargo         | Periodo no cargo  |
| ------------------- | ------------- | ---------------------- | ----------------------- | ----------------- |
| Pep Guardiola       | Espanha       | Manchester City        | 1 de Julho de 2016      | 8 anos e 346 dias |
| Thomas Frank        | Dinamarca     | Brentford              | 16 de Outubro de 2018   | 6 anos e 239 dias |
| Mikel Arteta        | Espanha       | Arsenal                | 20 de Dezembro de 2019  | 5 anos e 174 dias |
| Marco Silva         | Portugal      | Fulham                 | 1 de Julho de 2021      | 3 anos e 346 dias |
| Eddie Howe          | Inglaterra    | Newcastle United       | 8 de Novembro 2021      | 3 anos e 216 dias |
| Unai Emery          | Espanha       | Aston Villa            | 1 de Novembro de 2022   | 2 anos e 223 dias |
| Andoni Iraola       | Espanha       | Bournemouth            | 19 de Junho de 2023     | 1 ano e 358 dias  |
| Daniel Farke        | Alemanha      | Leeds United           | 4 de Julho de 2023      | 1 ano e 343 dias  |
| Nuno Espírito Santo | Portugal      | Nottingham Forest      | 20 de Dezembro de 2023  | 1 ano e 174 dias  |
| Oliver Glasner      | Áustria       | Crystal Palace         | 19 de Fevereiro de 2024 | 1 ano e 113 dias  |
| Arne Slot           | Países Baixos | Liverpool              | 1 de Junho de 2024      | 1 ano e 11 dias   |
| Fabian Hürzeler     | Alemanha      | Brighton & Hove Albion | 15 de Junho de 2024     | 362 dias          |
| Enzo Maresca        | Itália        | Chelsea                | 1 de Julho de 2024      | 346 dias          |
| Régis Le Bris       | França        | Sunderland             | 1 de Julho de 2024      | 346 dias          |
| Scott Parker        | Inglaterra    | Burnley                | 5 de Julho de 2024      | 342 dias          |
| Ruben Amorim        | Portugal      | Manchester United      | 11 de Novembro de 2024  | 213 dias          |
| Vítor Pereira       | Portugal      | Wolverhampton          | 17 de Dezembro 2024     | 177 dias          |
| Graham Potter       | Inglaterra    | West Ham United        | 9 de Janeiro de 2025    | 154 dias          |
| David Moyes         | Escócia       | Everton                | 11 de Janeiro de 2025   | 152 dias          |

## Jogadores

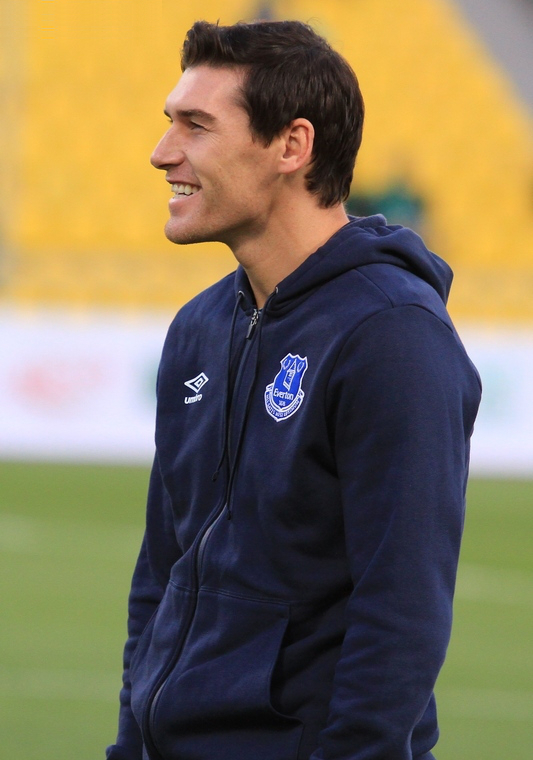
Gareth Barry é o jogador com mais partidas disputadas na história da Premier League, com 653 aparições.

### Jogos
| #  | País          | Nome            | Período       | Jogos |
| -- | ------------- | --------------- | ------------- | ----- |
| 1  | Inglaterra    | Gareth Barry    | 1998–2018     | 653   |
| 2  | Inglaterra    | James Milner    | 2002–Presente | 637   |
| 3  | País de Gales | Ryan Giggs      | 1992–2014     | 632   |
| 4  | Inglaterra    | Frank Lampard   | 1995–2015     | 609   |
| 5  | Inglaterra    | David James     | 1992–2010     | 572   |
| 6  | País de Gales | Gary Speed      | 1992–2008     | 535   |
| 7  | Inglaterra    | Emile Heskey    | 1994–2012     | 516   |
| 8  | Austrália     | Mark Schwarzer  | 1996–2016     | 514   |
| 9  | Inglaterra    | Jamie Carragher | 1996–2013     | 508   |
| 10 | Inglaterra    | Phil Neville    | 1994–2013     | 505   |

### Regulamentos de transferências e jogadores estrangeiros
As transferências de jogadores só podem ocorrer durante janelas de transferências estabelecidas pela Football Association (FA). As duas janelas de transferências vão: da data final da temporada até 31 de agosto; e de 31 de dezembro a 31 de janeiro. Registros de jogadores não podem ser trocados fora dessas janelas, exceto sob licença específica da FA, geralmente em caráter emergencial.
Desde a temporada de 2010–11, a Premier League introduziu novas regras determinando que cada clube deve registrar um elenco máximo de 25 jogadores com mais de 21 anos, sendo que essa lista só pode ser alterada durante as janelas de transferências ou em circunstâncias excepcionais. Essa medida visava implementar a regra de “formação local”, pela qual a Premier League passou a exigir, também a partir de 2010, que ao menos oito dos 25 jogadores inscritos fossem “formados localmente”.
Na temporada inaugural da Premier League, em 1992–93, apenas 11 jogadores escalados como titulares na primeira rodada das partidas eram originários de fora do Reino Unido ou da Irlanda. Já em 2000–01, jogadores estrangeiros representavam 36% do total da liga. Na temporada de 2004–05, essa proporção subiu para 45%. Em 26 de dezembro de 1999, o Chelsea tornou-se o primeiro time da Premier League a escalar um time titular composto inteiramente por jogadores estrangeiros, e em 14 de fevereiro de 2005, o Arsenal foi o primeiro a nomear um elenco de 16 jogadores totalmente estrangeiros para uma partida. Em 2009, menos de 40% dos jogadores da Premier League eram ingleses. Já em fevereiro de 2020, jogadores de 117 nacionalidades diferentes haviam atuado na Premier League, e jogadores de 101 nacionalidades distintas haviam marcado gols na competição.
Em 1999, em resposta à crescente preocupação de que os clubes estavam preterindo jovens jogadores ingleses em favor de estrangeiros, o Ministério do Interior do Reino Unido endureceu as regras para concessão de permissões de trabalho a jogadores de países fora da União Europeia. Para obter a permissão, o jogador não europeu deve ter atuado em pelo menos 75% das partidas competitivas da seleção principal de seu país para as quais esteve disponível nos dois anos anteriores, e sua seleção deve ter mantido, em média, pelo menos a 70ª posição no ranking oficial da FIFA durante o mesmo período. Caso o jogador não atenda a esses critérios, o clube interessado pode entrar com um recurso.
Após a implementação do Brexit, em janeiro de 2021, foram introduzidas novas regulamentações exigindo que todos os jogadores estrangeiros obtenham uma Autorização de Órgão Regulador (Governing Body Endorsement – GBE) para poder atuar no Reino Unido, independentemente de sua cidadania ser ou não de um país da União Europeia.

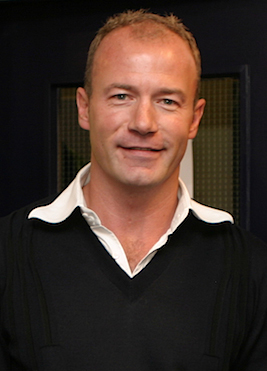
Alan Shearer é o maior artilheiro da história da Premier League, com 260 gols.

### Artilheiros
| Pos. | Nome          | Período                         | Gols | Jogos | Média |
| ---- | ------------- | ------------------------------- | ---- | ----- | ----- |
| 1    | Alan Shearer  | 1992–2006                       | 260  | 441   | 0,59  |
| 2    | Harry Kane    | 2013–2023                       | 213  | 320   | 0,67  |
| 3    | Wayne Rooney  | 2002–2018                       | 208  | 491   | 0,42  |
| 4    | Andy Cole     | 1992–2008                       | 187  | 414   | 0,45  |
| 5    | Mohamed Salah | 2014–2016, 2017–Presente        | 186  | 294   | 0,63  |
| 6    | Sergio Agüero | 2011–2021                       | 184  | 275   | 0,67  |
| 7    | Frank Lampard | 1995–2015                       | 177  | 609   | 0,29  |
| 8    | Thierry Henry | 1999–2007, 2012                 | 175  | 258   | 0,68  |
| 9    | Robbie Fowler | 1993–2009                       | 163  | 379   | 0,43  |
| 10   | Jermain Defoe | 2001–2003, 2004–2014, 2015–2019 | 162  | 276   | 0,59  |

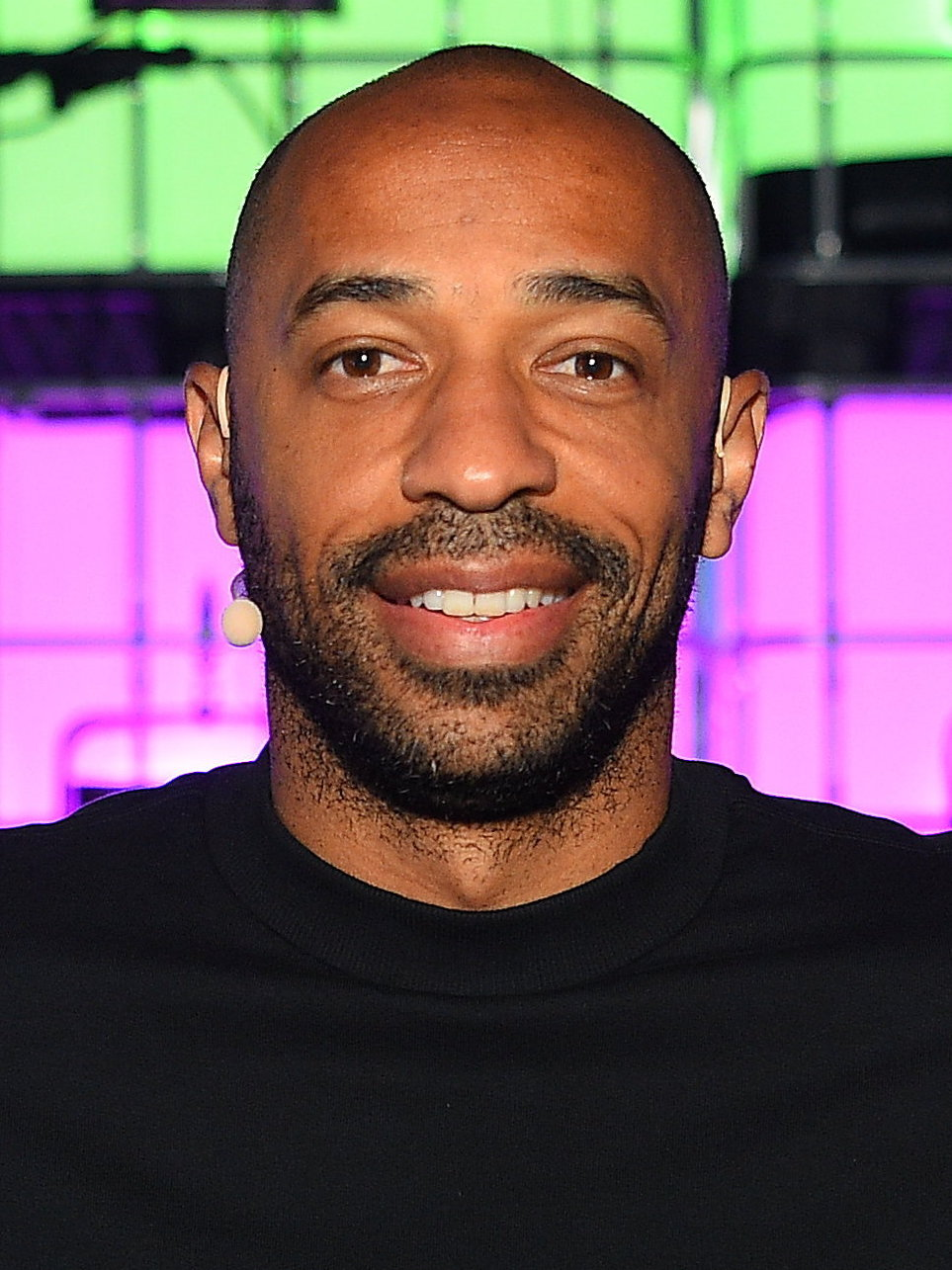
Thierry Henry conquistou um recorde de quatro prêmios Chuteira de Ouro da Premier League.

A Chuteira de Ouro da Premier League é concedida a cada temporada ao artilheiro da divisão. O ex-atacante do Blackburn Rovers e do Newcastle United, Alan Shearer, detém o recorde de mais gols marcados na Premier League, com 260 gols. Trinta e três jogadores já atingiram a marca de 100 gols. Desde a primeira temporada da Premier League, em 1992–93, 23 jogadores de 11 clubes diferentes conquistaram ou dividiram o título de artilheiro. Thierry Henry conquistou seu quarto título de artilheiro geral ao marcar 27 gols na temporada de 2005–06. Erling Haaland detém o recorde de mais gols em uma única temporada da Premier League (formato de 38 partidas), com 36 gols até 15 de maio de 2023. Ryan Giggs, do Manchester United, detém o recorde de gols marcados em temporadas consecutivas, tendo balançado as redes nas 21 primeiras temporadas da liga. Giggs também é o detentor do recorde de assistências da Premier League, com 162.

### Salários
Não existe um teto salarial individual ou coletivo na Premier League. Como resultado dos acordos de transmissão cada vez mais lucrativos, os salários dos jogadores aumentaram drasticamente desde a formação da liga, quando o salário médio anual de um jogador era de £75.000. Na temporada de 2018–19, o salário médio anual era de £2,99 milhões.
A folha salarial total dos 20 clubes da Premier League na temporada de 2018–19 foi de £1,62 bilhão; em comparação, a La Liga teve £1,05 bilhão, a Serie A teve £0,83 bilhão, a Bundesliga teve £0,72 bilhão, e a Ligue 1 teve £0,54 bilhão. O clube com o maior salário médio era o Manchester United, com £6,5 milhões. Esse valor é menor do que o do clube com a maior folha salarial da Espanha (Barcelona, com £10,5 milhões) e da Itália (Juventus, com £6,7 milhões), mas maior do que os da Alemanha (Bayern de Munique, com £6,4 milhões) e da França (Paris Saint-Germain, com £6,1 milhões).
Na temporada de 2018–19, a proporção entre o salário do time que mais pagava e do que menos pagava na Premier League era de 6,82 para 1. Essa disparidade é significativamente menor do que na La Liga (19,1 para 1), na Serie A (16 para 1), na Bundesliga (20,5 para 1) e na Ligue 1 (26,6 para 1). Por conta dessa menor diferença entre as folhas salariais dos clubes, a Premier League é frequentemente considerada mais competitiva do que outras ligas europeias de ponta.

### Taxas de Transferência de Jogadores
A taxa de transferência recorde paga por um jogador da Premier League tem aumentado de forma constante ao longo da existência da competição. Antes do início da primeira temporada da Premier League, Alan Shearer tornou-se o primeiro jogador britânico a alcançar uma taxa de transferência superior a £3 milhões. Esse recorde foi aumentando gradualmente, e Enzo Fernández é atualmente a contratação mais cara feita por um clube da Premier League, com uma taxa de £106,8 milhões. Já Philippe Coutinho representa a maior transferência envolvendo um clube da Premier League, no valor de £105 milhões.
| Rank | Jogador              | Preço em milhões de libra | Ano  | Transferência          | Transferência     |
| ---- | -------------------- | ------------------------- | ---- | ---------------------- | ----------------- |
| 1    | Enzo Fernández (ARG) | £106.8                    | 2023 | Benfica                | Chelsea           |
| 2    | Jack Grealish (ENG)  | £100                      | 2021 | Aston Villa            | Manchester City   |
| 2    | Moisés Caicedo (ECU) | £100                      | 2023 | Brighton & Hove Albion | Chelsea           |
| 2    | Declan Rice (ENG)    | £100                      | 2023 | West Ham United        | Arsenal           |
| 5    | Romelu Lukaku (BEL)  | £97.5                     | 2021 | Internazionale         | Chelsea           |
| 6    | Paul Pogba (FRA)     | £89                       | 2016 | Juventus               | Manchester United |
| 7    | Antony (BRA)         | £82                       | 2022 | Ajax                   | Manchester United |
| 8    | Harry Maguire (ENG)  | £80                       | 2019 | Leicester City         | Manchester United |
| 9    | Joško Gvardiol (CRO) | £77                       | 2023 | RB Leipzig             | Manchester City   |
| 10   | Romelu Lukaku (BEL)  | £75                       | 2017 | Everton                | Manchester United |

| Rank | Jogador                 | Preço em milhões de libra | Ano  | Transferência          | Transferência     |
| ---- | ----------------------- | ------------------------- | ---- | ---------------------- | ----------------- |
| 1    | Philippe Coutinho (BRA) | £105                      | 2018 | Liverpool              | Barcelona         |
| 2    | Moisés Caicedo (ECU)    | £100                      | 2023 | Brighton & Hove Albion | Chelsea           |
| 2    | Declan Rice (ENG)       | £100                      | 2023 | West Ham United        | Arsenal           |
| 2    | Jack Grealish (ENG)     | £100                      | 2021 | Aston Villa            | Manchester City   |
| 5    | Eden Hazard (BEL)       | £89                       | 2019 | Chelsea                | Real Madrid       |
| 6    | Harry Kane (ENG)        | £86.4                     | 2023 | Tottenham Hotspur      | Bayern Munich     |
| 7    | Gareth Bale (WAL)       | £86                       | 2013 | Tottenham Hotspur      | Real Madrid       |
| 8    | Cristiano Ronaldo (POR) | £80                       | 2009 | Manchester United      | Real Madrid       |
| 8    | Harry Maguire (ENG)     | £80                       | 2019 | Leicester City         | Manchester United |
| 10   | Romelu Lukaku (BEL)     | £75                       | 2017 | Everton                | Manchester United |
| 10   | Virgil van Dijk (NED)   | £75                       | 2018 | Southampton            | Liverpool         |

## Prêmios

### Troféu

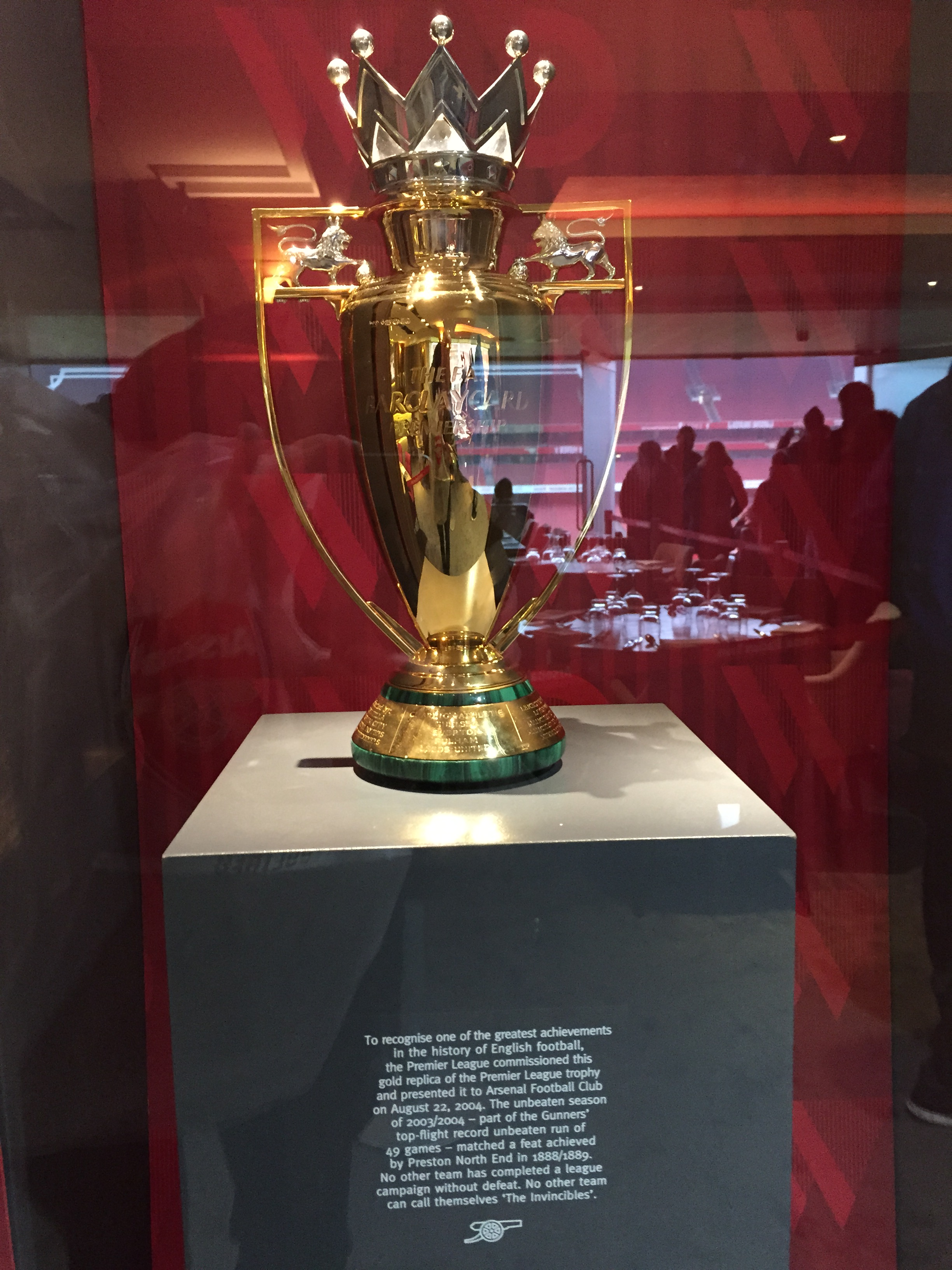
O troféu dourado da Premier League concedido ao Arsenal por vencer o título de 2003–04 de forma invicta.

A Premier League mantém dois troféus – o troféu original (que fica com os campeões atuais) e uma réplica reserva. Dois troféus são mantidos para possibilitar a entrega da premiação poucos minutos após a confirmação do título, caso no último dia da temporada ainda haja dois clubes disputando o título da Liga. No raro caso de mais de dois clubes estarem na briga no último dia, é usada uma réplica conquistada por um clube em uma temporada anterior.
O troféu atual da Premier League foi criado pelos joalheiros reais Garrard & Co/Asprey de Londres e foi projetado internamente na Garrard & Co por Trevor Brown e Paul Marsden. Consiste em um troféu com uma coroa dourada e uma base de malaquita. A base pesa 15 kg e o troféu pesa 10 kg. O troféu e a base medem 76 cm de altura, 43 cm de largura e 25 cm de profundidade.
O design do troféu é baseado na heráldica dos Três Leões, associada ao futebol inglês. Dois leões ficam acima das alças em cada lado do troféu – o terceiro é simbolizado pelo capitão do time campeão, que levanta o troféu e sua coroa dourada acima da cabeça no final da temporada. As fitas que decoram as alças são nas cores do time campeão daquele ano. Em 2004, uma versão especial dourada do troféu foi encomendada para comemorar o Arsenal que venceu o título sem nenhuma derrota.

### Prêmios para jogadores e técnicos
Além do troféu do campeão e das medalhas individuais entregues aos jogadores vencedores, a Premier League também concede outros prêmios ao longo da temporada.
O prêmio de homem do jogo é dado ao jogador que tem o maior impacto em uma partida específica.
Prêmios mensais são dados para o Técnico do Mês, Jogador do Mês e Gol do Mês. Estes prêmios também são entregues anualmente para Técnico da Temporada, Jogador da Temporada e Gol da Temporada. O prêmio de Jogador Jovem da Temporada é entregue ao melhor jogador sub-23 desde a temporada de 2019–20.
O prêmio Chuteira de Ouro é dado ao maior artilheiro da temporada, o prêmio Maestro da Temporada é para o jogador com mais assistências na temporada, e a Luva de Ouro é entregue ao goleiro com mais jogos sem sofrer gols ao final da temporada.
A partir da temporada de 2021–22, quatro novos prêmios foram criados. A Defesa da Temporada é para o goleiro que fizer a defesa mais impressionante. O Jogador que Mudou o Jogo da Temporada é para o jogador com a atuação mais decisiva da campanha. O Gol Mais Forte é dado ao jogador cujo chute teve a maior velocidade média desde o momento do chute até cruzar a linha do gol, e o Prêmio de Virada Mais Improvável é para o time que, segundo cálculos da Oracle Corporation, esteve atrás no placar e conseguiu a virada para vencer a partida.
Desde a temporada de 2017–18, os jogadores recebem prêmios por marcos de 100 jogos e múltiplos de 100, além de prêmios por 50 gols e seus múltiplos. Cada jogador que atingir esses marcos recebe uma caixa de apresentação da Premier League contendo uma medalha especial e uma placa comemorativa do feito.

### Prêmio de dez temporadas
Em 2003, a Premier League comemorou sua primeira década de existência, premiando os melhores das dez temporadas da liga:
- Times da década:
  - Britânicos: David Seaman, Gary Neville, Tony Adams, Steve Bruce, Stuart Pearce, David Beckham, Paul Ince, Paul Scholes, Ryan Giggs, Alan Shearer, Michael Owen
  - Estrangeiros: Peter Schmeichel, Dan Petrescu, Jaap Stam, Marcel Desailly, Denis Irwin, Fredrik Ljungberg, Patrick Vieira, Roy Keane, Robert Pirès, Thierry Henry, Eric Cantona
  - Geral: Peter Schmeichel, Gary Neville, Tony Adams, Marcel Desailly, Denis Irwin, David Beckham, Patrick Vieira, Paul Scholes, Ryan Giggs, Alan Shearer, Eric Cantona

| - Jogador da década – Alan Shearer - Jogador nacional da década – Alan Shearer - Estrangeiro da década – Eric Cantona - Gol da década – David Beckham, 17 de agosto de 1996, Wimbledon vs Manchester United - Defesa da década – Peter Schmeichel, 21 de dezembro de 1997, Newcastle United vs Manchester United - Partida da década – Liverpool 4 a 3 Newcastle United, 3 de abril de 1996 - Fotografia da década – Phil Noble (PA), 11 de setembro de 1999, Michael Owen do Liverpool perdendo um gol contra o Manchester United - Comentarista da década – Martin Tyler da Sky Sports - Citação da década – "Vou adorar se ganharmos o campeonato. Adorar!", Kevin Keegan, 29 de abril de 1996 | - Treinador da década – Sir Alex Ferguson - Contribuição marcante – Alan Shearer - Contribuição para a Comunidade – Lucas Radebe - Mais aparições – Gary Speed (352) - Goleiro com mais jogos sem levar gols – David Seaman (130) - Treinador com mais aparições – Sir Alex Ferguson (392) - Gol de número 10.000 – Les Ferdinand, 15 de dezembro de 2001, Tottenham Hotspur vs Fulham - Maior goleador – Alan Shearer (204) |

### Prêmio de vinte temporadas
Em 2012, a Premier League comemorou sua segunda década, fazendo um prêmio com os melhores das vinte temporadas da liga:
- Melhor time das vinte temporadas
  - Escolha do júri: Peter Schmeichel, Gary Neville, Tony Adams, Rio Ferdinand, Ashley Cole, Cristiano Ronaldo, Roy Keane, Paul Scholes, Ryan Giggs, Thierry Henry, Alan Shearer
  - Escolha do público: Peter Schmeichel, Gary Neville, Tony Adams, Nemanja Vidić, Ashley Cole, Cristiano Ronaldo, Steven Gerrard, Paul Scholes, Ryan Giggs, Thierry Henry, Alan Shearer

| - Melhor Treinador: Sir Alex Ferguson - Melhor Jogador: Ryan Giggs - Melhor Equipe: Arsenal de 2003-04 - Melhor Temporada: 2011–12 - Citação mais Memorável: "Vou adorar se ganharmos o campeonato. Adorar!" – Kevin Keegan, 29 de abril de 1996 - Defesa da década: Craig Gordon, 18 de dezembro de 2010, Sunderland vs Bolton Wanderers - Melhor Gol: Wayne Rooney, 12 de fevereiro de 2011, Manchester United vs Manchester City | - Melhor Partida: Manchester United F.C. 4 a 3 Manchester City, 20 de setembro de 2009 - Melhor Comemoração: Eric Cantona, 21 de dezembro de 1996, Manchester United vs Sunderland - Mais aparições: Gareth Barry (653) - Maior goleador: Alan Shearer (260) - Goleiro com mais jogos sem levar gols: David James (173) - Clube das 500 partidas: Ryan Giggs, David James, Gary Speed, Frank Lampard, Emile Heskey, e Sol Campbell. |